# Eテレセレクション
Eテレセレクション（イーテレセレクション）は2012年度からNHK Eテレで放送されているテレビ番組。

## 概要
Eテレホームページ「お願い!編集長」に寄せられたリクエスト番組を放送する再放送番組枠。
「お願い!編集長」の他に、2012年度は『Eテレアーカイブス』、2013年度と2014年度は『Eテレセレクション アーカイブス』の番組名でNHKが厳選した番組を再放送していた。
また、Eテレにおけるつなぎ番組や放送番組確定前の番組名としても使われる（『Rの法則』放送休止・打ち切り時に使用された）。
2022年度からは、夏休み・冬休み・春休みにおける学校放送休止期間中の番組枠として新設されている。本項ではこれについても触れる。

## お願い!編集長

### 「お願い!編集長」のシステム
- 視聴者がもう一度見たいEテレの番組を「お願い!編集長」ページに投稿する。
  - Eテレ以外で放送された番組と、「放送日時の調整が難しい」という理由で連続ドラマ・アニメは対象外となる。
- 投稿してから2週間以内に100「Eね!」を集めると、編集長が放送日時や関係各所との調整を行う。
- 放送が決定した番組は、随時「お願い!編集長」ページに掲載される。
- 投稿は1人1日3件までとなる。

### リクエスト特集
「お願い!編集長」のリクエストが多い長寿番組や人気番組はコーナー単位で再構成して再放送する。
放送リスト
1. 2012年12月31日 歌って踊って「おかあさんといっしょ」名シーン集
2. 2013年01月02日 ビットワールド なつかしの歴代アニメスペシャル
3. 2013年01月03日 祝20周年 バンザイ!天才てれびくん
4. 2015年11月21日 天才てれびくんMAX Dream5スペシャル
5. 2016年12月24日 クインテット・クリスマススペシャル
6. 2017年08月19日 天才てれびくんMAX 天てれサーカス部スペシャル
7. 2017年12月17日 おかあさんといっしょ リクエストスペシャル

### 放送リスト

#### 2012年度
随時編成。一部地域で遅れ放送の番組あり。
◆ - 土曜日未明（金曜日深夜、NHKワンセグ2は別番組）
◇ - 土曜日14:00 - 17:00、日曜日15:00 - 17:00
☆ - たくさんのEね!ありがとう「お願い!編集長」スペシャル
| 放送日          | 放送された過去番組                                                                                                | 初回放送日     |
| --------------- | --- | -------------- |
| 2012年04月28日◆ | みんなの科学「たのしい実験室 バケツ鉱石ラジオ」                                                                   | 1975年03月20日 |
| 2012年04月28日◇ | みいつけた! | 2009年03月31日 |
| 2012年04月28日◇ | みいつけた! | 2009年04月02日 |
| 2012年04月28日◇ | みいつけた! | 2012年03月12日 |
| 2012年04月28日◇ | みいつけた! | 2012年03月15日 |
| 2012年05月12日◇ | スコラ 坂本龍一 音楽の学校「ドビュッシー、サティ、ラヴェル編 民族音楽との出会い」                                 | 2011年10月29日 |
| 2012年05月12日◇ | スコラ 坂本龍一 音楽の学校「ドビュッシー、サティ、ラヴェル編 自由に広がる音楽」                                   | 2011年11月05日 |
| 2012年05月12日◇ | テクネ 映像の教室「vol.1 ストップモーション」                                                                     | 2012年03月27日 |
| 2012年05月12日◇ | テクネ 映像の教室「vol.2 影」                                                                                     | 2012年03月28日 |
| 2012年05月12日◇ | テクネ 映像の教室「vol.3 マルチスクリーン」                                                                       | 2012年03月29日 |
| 2012年05月12日◇ | クッキンアイドル アイ!マイ!まいん!「まるっと解決 春キャベツ!」                                                    | 2009年04月02日 |
| 2012年05月19日◆ | ココロ見「堂本剛 聖地・熊野へ」                                                                                   | 2011年08月28日 |
| 2012年05月26日◆ | 芸術劇場「ファウストの悲劇」                                                                                      | 2010年09月10日 |
| 2012年06月02日◇ | 日常 第一話 | 2012年01月07日 |
| 2012年06月02日◇ | 日常 第二話 | 2012年01月14日 |
| 2012年06月02日◇ | 日常 第三話 | 2012年01月21日 |
| 2012年06月02日◇ | 日常 第四話 | 2012年01月28日 |
| 2012年06月09日◇ | 日常 第五話 | 2012年02月04日 |
| 2012年06月09日◇ | 日常 第六話 | 2012年02月11日 |
| 2012年06月09日◇ | 日常 第七話 | 2012年02月18日 |
| 2012年06月09日◇ | 日常 第八話 | 2012年02月25日 |
| 2012年06月16日◇ | 日常 第九話 | 2012年03月03日 |
| 2012年06月16日◇ | 日常 第十話 | 2012年03月10日 |
| 2012年06月16日◇ | 日常 第十一話 | 2012年03月17日 |
| 2012年06月16日◇ | 日常 第十二話 | 2012年03月24日 |
| 2012年06月23日◆ | トップランナー「有川浩」                                                                                          | 2008年09月09日 |
| 2012年06月30日◆ | ETV特集「町にボクのロックは流れますか?〜ネット世代のカリスマ“現実”に挑む〜」                                      | 2011年05月08日 |
| 2012年06月30日◇ | ひとりでできるもん! 第1期 第1回「はじめてのたまごクッキング」                                                     | 1991年04月01日 |
| 2012年06月30日◇ | ひとりでできるもん! 第3期 第1回「パオパオ料理〜おにぎり〜」                                                       | 1996年04月01日 |
| 2012年06月30日◇ | ひとりでできるもん! 第5期 第1回「とことんおふとんパニック! 1」                                                    | 2000年04月03日 |
| 2012年06月30日◇ | 味楽る!ミミカ「でんとうの☆給食」                                                                                  | 2008年03月31日 |
| 2012年07月15日◇ | おかあさんといっしょ                                                                                              | 1999年10月04日 |
| 2012年07月15日◇ | わたしのきもち | 2008年03月07日 |
| 2012年07月15日◇ | できるかな 最終回「変身」                                                                                         | 1990年03月06日 |
| 2012年07月15日◇ | おーい!はに丸 第1回「あなたとわたし」                                                                             | 1983年04月13日 |
| 2012年07月15日◇ | えいごであそぼ | 2012年03月09日 |
| 2012年07月15日◇ | ポコニャン! 第39話「忘れものになったニャン」                                                                      | 1993年06月21日 |
| 2012年07月15日◇ | ポコニャン! 第48話「ヘソまがりのウサギニャン」                                                                    | 1993年07月21日 |
| 2012年07月28日◆ | N響アワー「これぞ究極のチャイコフスキー〜マルケヴィチ〜」                                                         | 2000年01月23日 |
| 2012年07月28日◆ | N響アワー「伝説の熱演!マタチッチのブルックナー」                                                                  | 2001年04月22日 |
| 2012年08月25日◆ | NHK俳句「波郷・夫婦愛」                                                                                           | 2008年08月31日 |
| 2012年08月25日◆ | ETV8「安部公房 文明のキーワード 1 世紀末の現在」                                                                  | 1987年02月09日 |
| 2012年08月25日◆ | ETV8「安部公房 文明のキーワード 2 コトバはヒトを滅ぼすか」                                                        | 1987年02月10日 |
| 2012年09月15日◆ | トップランナー「THEE MICHELLE GUN ELEPHANT」                                                                      | 2003年09月05日 |
| 2012年10月13日◇ | オイコノミア「保険って結局トクですか?（前編）」                                                                   | 2012年05月15日 |
| 2012年10月13日◇ | オイコノミア「保険って結局トクですか?（後編）」                                                                   | 2012年05月22日 |
| 2012年10月27日◆ | 佐野元春のザ・ソングライターズ「小田和正・I」                                                                     | 2009年07月04日 |
| 2012年10月27日◆ | 佐野元春のザ・ソングライターズ「小田和正・II」                                                                    | 2009年07月11日 |
| 2012年10月27日◆ | 佐野元春のザ・ソングライターズ「キリンジ Part I」                                                                 | 2011年06月18日 |
| 2012年10月27日◆ | 佐野元春のザ・ソングライターズ「キリンジ Part II」                                                                | 2011年06月25日 |
| 2012年11月17日◆ | みんなのうた発掘スペシャル Vol.1                                                                                  | 2012年03月16日 |
| 2012年11月17日◆ | みんなのうた「えがおのはな」「僕らのヒーロー」                                                                    | 2010年10月22日 |
| 2012年11月17日◆ | みんなのうた「てんとうむし」「しあわせの時計」                                                                    | 2012年02月01日 |
| 2012年11月17日◇ | おじゃる丸スペシャル「銀河がマロを呼んでいる〜ふたりの願い星〜」                                                  | 2012年03月20日 |
| 2012年11月25日◇ | トップランナー「秦基博」                                                                                          | 2008年11月11日 |
| 2012年11月25日◇ | 特集 漢字だいすき「休 福 旗」                                                                                     | 2005年04月29日 |
| 2012年11月25日◇ | 漢字だいすき「美」                                                                                                | 2004年12月28日 |
| 2012年12月01日◆ | チャレンジ!ホビー かっこいいクロールで かっこいい体に! 第1回「まずはフラット姿勢から!〜姿勢・キック〜」           | 2011年07月04日 |
| 2012年12月01日◆ | チャレンジ!ホビー かっこいいクロールで かっこいい体に! 第2回「ストレッチングタイムで前へ進め!〜入水・キャッチ〜」 | 2011年07月11日 |
| 2012年12月01日◆ | チャレンジ!ホビー かっこいいクロールで かっこいい体に! 第3回「ストロークは まっすぐに!〜ストレートプル〜」        | 2011年07月18日 |
| 2012年12月01日◆ | チャレンジ!ホビー かっこいいクロールで かっこいい体に! 第4回「長く きれいに泳ぐ〜リカバリー・息つぎ〜」           | 2011年07月25日 |
| 2012年12月31日☆ | 歌って踊って「おかあさんといっしょ」名シーン集                                                                    | リクエスト特集 |
| 2013年01月01日☆ | ひょっこりひょうたん島「ドクター・ストップの巻」                                                                  | 1993年10月03日 |
| 2013年01月01日☆ | みんなそろってややこしや!? にほんごであそぼ10周年特番                                                             | 2012年05月05日 |
| 2013年01月01日☆ | みんなのうた「WAになっておどろう〜イレ アイエ〜」                                                                 | 1997年04月05日 |
| 2013年01月02日☆ | ビットワールド なつかしの歴代アニメスペシャル                                                                     | リクエスト特集 |
| 2013年01月02日☆ | ビットワールドSP★解かれる封印・ビットワールド前史!                                                                | 2012年01月01日 |
| 2013年01月03日☆ | 祝20周年 バンザイ!天才てれびくん                                                                                  | リクエスト特集 |
| 2013年01月26日◇ | いないいないばあっ!                                                                                               | 1996年05月17日 |
| 2013年01月26日◇ | いないいないばあっ!                                                                                               | 2002年01月08日 |
| 2013年01月26日◇ | いないいないばあっ!                                                                                               | 2006年08月23日 |
| 2013年01月26日◇ | いないいないばあっ!                                                                                               | 2008年08月22日 |
| 2013年02月17日◇ | たんけんぼくのまち「知らない里をあるいてみたい」                                                                  | 1986年11月10日 |
| 2013年02月17日◇ | たんけんぼくのまち「朝だ!セリだ!魚市場」                                                                          | 1988年05月16日 |
| 2013年02月17日◇ | いってみよう やってみよう「キャンプだ!カレーだ!」                                                                 | 1986年07月08日 |
| 2013年02月17日◇ | いってみよう やってみよう「パーティーをひらこう」                                                                 | 1999年09月14日 |
| 2013年02月23日◆ | トップランナー「スキマスイッチ」                                                                                  | 2004年11月28日 |
| 2013年02月23日◆ | トップランナー「ラーメンズ」                                                                                      | 2001年10月04日 |
| 2013年03月03日◇ | うたって・ゴー「たたく楽器」                                                                                      | 1985年05月22日 |
| 2013年03月03日◇ | うたって・ゴー「きれいなこえで」                                                                                  | 1988年08月31日 |
| 2013年03月03日◇ | 音楽ファンタジー・ゆめ 第1回「トルコ行進曲」                                                                      | 1992年04月06日 |
| 2013年03月03日◇ | 音楽ファンタジー・ゆめ 第30回「ピアノ協奏曲第一番」                                                               | 1992年11月02日 |
| 2013年03月03日◇ | 音楽ファンタジー・ゆめ 第39回「春の祭典」                                                                         | 1993年01月11日 |
| 2013年03月03日◇ | 音楽ファンタジー・ゆめ 第58回「くまばちの飛行」                                                                   | 1995年01月16日 |
| 2013年03月03日◇ | 音楽ファンタジー・ゆめ 第64回「威風堂々」                                                                         | 1995年04月03日 |
| 2013年03月03日◇ | 音楽ファンタジー・ゆめ 第87回「ユモレスク」                                                                       | 1997年12月22日 |

#### 2013年度
随時編成。
◆ - 日曜日未明（土曜日深夜）
◇ - 土曜日14:00 - 17:00、日曜日15:00 - 17:00
◎ - その他の放送時間
| 放送日          | 放送された過去番組                                                                                          | 初回放送日     |
| --------------- | --- | -------------- |
| 2013年04月21日◆ | すイエんサー「ケーキを超ピッタリ7等分にした～い!!」                                                         | 2011年11月15日 |
| 2013年04月21日◆ | すイエんサー「カレーうどんを飛びはねさせずに食べちゃうスゴ技!スペシャル!」                                  | 2012年11月20日 |
| 2013年04月21日◆ | すイエんサー「春ですね!歌が超カンタンにうまくなっちゃうスゴ技!スペシャル!」                                 | 2013年03月26日 |
| 2013年04月21日◆ | すイエんサー「プリンだって絶対崩さずお皿へプリリ～ンさせた～い!」                                           | 2012年10月09日 |
| 2013年04月27日◇ | ふえはうたう「シの音みつけた」                                                                              | 1995年05月15日 |
| 2013年04月27日◇ | ふえはうたう「高いドの音をふこう」                                                                          | 1995年06月26日 |
| 2013年05月12日◆ | 未来潮流「羽生善治・吉増剛造 盤上の海・詩の宇宙」                                                           | 1997年01月18日 |
| 2013年05月12日◆ | オトナへのトビラTV「DAY3 こころ編」                                                                         | 2011年07月27日 |
| 2013年05月19日◆ | ETV特集「言葉で奏でる音楽 吉田秀和の軌跡」                                                                  | 2007年07月01日 |
| 2013年05月26日◇ | みんなの広場だ!わんパーク「バンドと競演 坂田おさむオンパレード」                                            | 2001年02月24日 |
| 2013年06月09日◆ | ギターをひこう「魅惑のワルツ」                                                                              | 1983年04月06日 |
| 2013年06月09日◆ | ギターをひこう「影を慕いて」                                                                                | 1983年06月01日 |
| 2013年06月09日◆ | ギターをひこう「イパネマの娘」                                                                              | 1984年02月22日 |
| 2013年06月09日◆ | ギターをひこう「アルハンブラ宮殿の思い出」                                                                  | 1985年03月21日 |
| 2013年06月29日◇ | なんでもQ「むしまるQ」                                                                                      | 1997年10月04日 |
| 2013年06月29日◇ | なんでもQ「むしまるQゴールド」                                                                              | 2001年01月12日 |
| 2013年06月29日◇ | ドレミノテレビ「つなぐ」                                                                                    | 2003年04月07日 |
| 2013年06月29日◇ | ドレミノテレビ「はずむ」                                                                                    | 2003年08月25日 |
| 2013年07月21日◆ | チャレンジ!ホビー あなたもこれから山ガール 第3回「ゆっくり登山で花を楽しもう〜湯ノ丸山〜」                  | 2011年08月15日 |
| 2013年07月21日◆ | チャレンジ!ホビー あなたもこれから山ガール 第4回「苔むした森を地図を頼りに進もう〜北八ヶ岳〜」              | 2011年08月22日 |
| 2013年07月21日◆ | チャレンジ!ホビー あなたもこれから山ガール 第8回「北アルプス あこがれの立山に登る 前編」                    | 2011年09月19日 |
| 2013年07月21日◆ | チャレンジ!ホビー あなたもこれから山ガール 第9回「北アルプス あこがれの立山に登る 後編」                    | 2011年09月26日 |
| 2013年09月08日◆ | 佐野元春のザ・ソングライターズ「桜井和寿 Part1」                                                            | 2010年07月03日 |
| 2013年09月08日◆ | 佐野元春のザ・ソングライターズ「桜井和寿 Part2」                                                            | 2010年07月10日 |
| 2013年09月22日◇ | ワンツー・どん「どんくんのおんがくかい」                                                                    | 1991年02月18日 |
| 2013年09月22日◇ | ワンツー・どん「げんきにあるこう」                                                                          | 1994年05月02日 |
| 2013年09月22日◇ | からだであそぼ                                                                                              | 2007年02月14日 |
| 2013年09月22日◇ | からだであそぼ                                                                                              | 2007年02月15日 |
| 2013年10月06日◆ | 趣味悠々 デジタル一眼レフで巡る ローカル線の旅 第1回「まずは撮ってみよう 秩父鉄道」                         | 2009年08月28日 |
| 2013年10月06日◆ | 趣味悠々 デジタル一眼レフで巡る ローカル線の旅 第3回「走行写真を極める 富山地方鉄道」                       | 2009年09月17日 |
| 2013年10月06日◆ | 趣味悠々 デジタル一眼レフで巡る ローカル線の旅 第8回「夜景 夕景を撮る 磐越西線」                            | 2009年10月22日 |
| 2013年10月06日◆ | 趣味悠々 デジタル一眼レフで巡る ローカル線の旅 第9回「卒業制作 SLを撮る 磐越西線」                          | 2009年10月29日 |
| 2013年10月14日◎ | クインテット                                                                                                | 2012年03月24日 |
| 2013年10月14日◎ | クインテット 最終回                                                                                         | 2013年03月30日 |
| 2013年10月20日◇ | 英語であそぼ                                                                                                | 1992年04月02日 |
| 2013年10月20日◇ | 英語であそぼ                                                                                                | 1994年12月14日 |
| 2013年10月20日◇ | 英語であそぼ                                                                                                | 1996年04月15日 |
| 2013年10月20日◇ | 英語であそぼ                                                                                                | 1996年12月24日 |
| 2013年10月27日◇ | みんなのうた発掘スペシャル VOL.4                                                                            | 2012年03月28日 |
| 2013年11月03日◆ | 劇場への招待「ビリーバー」                                                                                  | 2010年11月26日 |
| 2013年12月01日◇ | ニャンちゅうワールド放送局                                                                                  | 2009年10月04日 |
| 2013年12月01日◇ | シャキーン!                                                                                                 | 2012年03月29日 |
| 2013年12月01日◇ | シャキーン!                                                                                                 | 2013年07月25日 |
| 2013年12月15日◆ | スーパーバレエレッスン パリ・オペラ座 永遠のエレガンス 第7回「ロメオとジュリエット 1」                      | 2007年01月23日 |
| 2013年12月15日◆ | スーパーバレエレッスン パリ・オペラ座 永遠のエレガンス 第8回「ロメオとジュリエット 2」                      | 2007年01月30日 |
| 2013年12月15日◆ | スーパーバレエレッスン パリ・オペラ座 永遠のエレガンス 第9回「ロメオとジュリエット 3」                      | 2007年02月06日 |
| 2013年12月15日◆ | スーパーバレエレッスン パリ・オペラ座 永遠のエレガンス 第14回「ソロ・ダンスの魅力」                         | 2007年03月13日 |
| 2013年12月22日◆ | “考え方”が動きだす 「佐藤雅彦研究室のアニメーション・スタディ」                                             | 2005年01月03日 |
| 2013年12月29日◆ | クラシック音楽館「NHKバレエの饗宴2013」                                                                     | 2013年05月19日 |
| 2014年01月01日◎ | クインテット「ニュー・イヤイヤ・コンサート」                                                                | 2009年01月02日 |
| 2014年01月01日◎ | クインテット                                                                                                | 2010年06月21日 |
| 2014年01月01日◎ | フックブックロー 第1回                                                                                      | 2011年03月28日 |
| 2014年01月02日◎ | ピタゴラスイッチ デラックス                                                                                 | 2006年01月01日 |
| 2014年01月02日◎ | ピタゴラスイッチ #003                                                                                       | 2002年05月08日 |
| 2014年01月02日◎ | ピタゴラスイッチ #104                                                                                       | 2007年07月04日 |
| 2014年01月03日◎ | おかあさんといっしょ スペシャルステージ2012 みんないっしょに!ファン ファン スマイル                         | 2012年09月17日 |
| 2014年01月11日◇ | うたっておどろんぱ                                                                                          | 1999年12月03日 |
| 2014年01月11日◇ | うたっておどろんぱ!                                                                                         | 2005年10月29日 |
| 2014年01月11日◇ | あいうえお「ふたとぶた」                                                                                    | 1999年09月14日 |
| 2014年01月11日◇ | あいうえお「カタカナみつけた」                                                                              | 1999年10月12日 |
| 2014年02月01日◇ | ともだちいっぱい なかよくあそぼ「はずかしいな」                                                             | 1990年04月03日 |
| 2014年02月01日◇ | ともだちいっぱい しぜんとあそぼ「ちょう」                                                                   | 1990年04月04日 |
| 2014年02月01日◇ | ともだちいっぱい うたってあそぼ「ふふふ」                                                                   | 1990年04月05日 |
| 2014年02月01日◇ | ともだちいっぱい かずとあそぼ「なまえはなーに」                                                             | 1991年04月08日 |
| 2014年02月02日◆ | 芸術劇場「国盗人」                                                                                          | 2007年08月10日 |
| 2014年02月09日◆ | ETV特集 手塚治虫の遺産 第1回「父の背中 手塚治虫日記を読む」                                                 | 1995年07月10日 |
| 2014年02月09日◆ | ETV特集 手塚治虫の遺産 第2回「アトムとAKIRA 大友克洋が語る手塚治虫」                                        | 1995年07月11日 |
| 2014年03月01日◇ | クッキンアイドル アイ!マイ!まいん!「まいんの大冒険スペシャル!宮城県のおいしいものでスペシャルどんぶり!! 1」 | 2010年10月11日 |
| 2014年03月01日◇ | クッキンアイドル アイ!マイ!まいん!「まいんの大冒険スペシャル!宮城県のおいしいものでスペシャルどんぶり!! 2」 | 2010年10月12日 |
| 2014年03月01日◇ | クッキンアイドル アイ!マイ!まいん!「まいんの大冒険スペシャル!宮城県のおいしいものでスペシャルどんぶり!! 3」 | 2010年10月13日 |
| 2014年03月01日◇ | クッキンアイドル アイ!マイ!まいん!「まいんの大冒険スペシャル!宮城県のおいしいものでスペシャルどんぶり!! 4」 | 2010年10月14日 |
| 2014年03月01日◇ | クッキンアイドル アイ!マイ!まいん!「まいんの大冒険スペシャル!宮城県のおいしいものでスペシャルどんぶり!! 5」 | 2010年10月15日 |

#### 2014年度
随時編成。
◆ - 日曜日未明（土曜日深夜）
◇ - 土曜日14:00 - 17:00、日曜日15:00 - 17:00
◎ - その他の放送時間
| 放送日          | 放送された過去番組                                                    | 初回放送日     |
| --------------- | --------------------------------------------------------------------- | -------------- |
| 2014年04月06日◆ | ラーメンズ第16回公演「TEXT」                                          | 2007年05月19日 |
| 2014年04月13日◆ | ETV特集「神聖喜劇ふたたび〜作家・大西巨人の闘い〜」                   | 2008年04月13日 |
| 2014年04月26日◇ | シャキーン!ザ・ライブ 完全版!                                         | 2010年07月19日 |
| 2014年05月04日◆ | トップランナー「グループ魂」                                          | 2003年10月24日 |
| 2014年05月04日◆ | トップランナー「ACIDMAN」                                             | 2008年05月27日 |
| 2014年05月17日◇ | こどもにんぎょう劇場「タイムマシンのぼうけん」                        | 2005年09月12日 |
| 2014年05月17日◇ | こどもにんぎょう劇場「タイムマシンのぼうけん2」                       | 2006年12月04日 |
| 2014年05月17日◇ | こどもにんぎょう劇場「タイムマシンのぼうけん3」                       | 2007年08月27日 |
| 2014年05月17日◇ | ぼうけん!メカラッパ号 第1回「ぼうけんのはじまり」                     | 2000年04月11日 |
| 2014年06月08日◆ | 青春トーク&トーク「Vol.9 高校生は自分専用の電話機を持ってよいか!?」   | 1991年09月13日 |
| 2014年06月08日◆ | 青春トーク&トーク「Vol.11 フリーターは進路になりうるか!?」            | 1991年10月11日 |
| 2014年06月08日◆ | 青春トーク&トーク「No.20 日本は誇れる国か!?」                         | 1991年03月08日 |
| 2014年06月22日◆ | クラシック音楽館「NHKバレエの饗宴2014」                               | 2014年04月20日 |
| 2014年06月28日◇ | いちにのさんすう「さんりんしゃ」                                      | 1985年05月08日 |
| 2014年06月28日◇ | いちにのさんすう「おもしろゲーム」                                    | 1986年03月12日 |
| 2014年06月28日◇ | いちにのさんすう「ふえるふえる」                                      | 1985年06月19日 |
| 2014年06月28日◇ | プチプチ・アニメ「ハムスターサム」                                    | 1998年12月07日 |
| 2014年07月12日◇ | わくわくサイエンス「発芽のふしぎ」                                    | 1999年04月07日 |
| 2014年07月12日◇ | わくわくサイエンス「夏の科学」                                        | 1999年07月07日 |
| 2014年07月12日◇ | まちかどド・レ・ミ「なつがやってきた」                                | 1996年07月08日 |
| 2014年07月12日◇ | まちかどド・レ・ミ「おんがくのごちそう」                              | 1998年02月02日 |
| 2014年07月13日◆ | 芸術劇場「コンドルズ公演 ジュピター」                                 | 2005年06月12日 |
| 2014年09月07日◆ | ETV8「音楽を語る 1 吉田秀和 二夜連続対談」                            | 1986年09月08日 |
| 2014年09月07日◆ | ETV8「音楽を語る 2 吉田秀和 二夜連続対談」                            | 1986年09月09日 |
| 2014年09月20日◇ | アリスSOS 総集編1「王様国でSOS 前編」                                 | 1998年05月07日 |
| 2014年09月20日◇ | アリスSOS 総集編2「王様国でSOS 後編」                                 | 1998年05月08日 |
| 2014年09月20日◇ | おはなしのくに「かたあしだちょうのエルフ」                            | 2008年06月24日 |
| 2014年09月20日◇ | てれび絵本「うみのきらきら やまのきらきら」                           | 2007年11月06日 |
| 2014年10月05日◆ | 佐野元春のザ・ソングライターズ「星野源 Part1」                        | 2012年11月02日 |
| 2014年10月05日◆ | 佐野元春のザ・ソングライターズ「星野源 Part2」                        | 2012年11月09日 |
| 2014年10月12日◆ | 熱演!爆笑!歌舞伎の夢舞台 第37回「俳優祭」                             | 2014年05月31日 |
| 2014年10月26日◇ | ばくさんのかばん「音が同じでも違うことば」                            | 1981年10月17日 |
| 2014年10月26日◇ | ばくさんのかばん「れる，られるの文」                                  | 1987年03月06日 |
| 2014年10月26日◇ | ばくさんのかばん「いろいろな意味」                                    | 1984年11月24日 |
| 2014年11月02日◆ | 劇場への招待「何日君再来」                                            | 2007年11月23日 |
| 2014年11月22日◇ | 2355・0655 こたつでどうぞスペシャル                                   | 2010年12月23日 |
| 2014年11月22日◇ | 2355・0655 夏をうのきろりスペシャル                                   | 2012年07月16日 |
| 2014年11月22日◇ | 2355・0655 金曜日はじめますスペシャル!                                | 2011年03月20日 |
| 2014年12月07日◆ | きょうの料理「世界の家庭料理 肉料理 1」                               | 1988年08月15日 |
| 2014年12月07日◆ | きょうの料理「世界の家庭料理 魚介料理」                               | 1988年08月17日 |
| 2014年12月07日◆ | きょうの料理「世界の家庭料理 野菜料理」                               | 1988年08月18日 |
| 2014年12月21日◇ | まんが日本史「秀吉の野望 1」（アニメパート）                          | 1992年04月06日 |
| 2014年12月21日◇ | まんが日本史「秀吉の野望 2」（アニメパート）                          | 1992年04月13日 |
| 2014年12月21日◇ | まんが日本史「秀吉の野望 3」（アニメパート）                          | 1992年04月20日 |
| 2014年12月21日◇ | まんが日本史「秀吉の野望 4」（アニメパート）                          | 1992年04月27日 |
| 2015年01月01日◎ | ムジカ・ピッコリーノ 第1話「モンストロと失われた記憶」                | 2012年08月25日 |
| 2015年01月01日◎ | ムジカ・ピッコリーノ 第2話「巨大モンストロあらわる」                  | 2012年09月01日 |
| 2015年01月01日◎ | ムジカ・ピッコリーノ 第3話「モンストロの足あとのひみつ」              | 2012年09月08日 |
| 2015年01月01日◎ | ゆかいなコンサート「ひとりでアンサンブル」                            | 1989年05月16日 |
| 2015年01月01日◎ | ゆかいなコンサート「ききなれたサウンド」                              | 1989年11月07日 |
| 2015年01月02日◎ | ピタゴラスイッチ #027「うたとくしゅう」                               | 2003年07月02日 |
| 2015年01月02日◎ | ピタゴラスイッチ #203                                                 | 2009年05月13日 |
| 2015年01月02日◎ | ピタゴラスイッチ #231「みんなでつくるこたつたこSP」                   | 2010年12月08日 |
| 2015年01月02日◎ | ピタゴラスイッチ #260「こんなことできませんスペシャル」               | 2012年07月14日 |
| 2015年01月11日◆ | トップランナー「PE'Z」                                                | 2003年07月04日 |
| 2015年02月15日◆ | ETV2000「徳田球一とその時代 前編 獄中18年の手紙」                     | 2000年11月27日 |
| 2015年02月15日◆ | ETV2000「徳田球一とその時代 後編 大衆運動・その高揚と挫折」           | 2000年11月28日 |
| 2015年02月21日◇ | まんがで読む古典「源氏物語 第一夜 夕顔」                              | 1991年03月25日 |
| 2015年02月21日◇ | まんがで読む古典「源氏物語 第五夜 朧月夜」                            | 1991年03月29日 |
| 2015年03月08日◆ | 今、こどもたちに贈る「ユタと不思議な仲間たち」劇団四季 被災地支援公演 | 2011年12月10日 |
| 2015年03月15日◆ | ETV特集「細野晴臣 音楽の軌跡〜ミュージシャンが向き合った“3.11”〜」    | 2011年05月29日 |
| 2015年03月21日◇ | 科学大好き土よう塾「ガリレオスペシャル」                              | 2004年09月25日 |

| 放送期間                                          | 放送された過去番組                        | 初回放送日                      |
| ------------------------------------------------- | ----------------------------------------- | ------------------------------- |
| 2014年04月04日 - 2014年08月22日 金曜日00:00-00:20 | 連続人形活劇 新・三銃士（第1話 - 第20話） | 2009年10月12日 - 2010年01月08日 |

#### 2015年度
随時編成。
◆ - 日曜日未明（土曜日深夜）
◇ - 土曜日14:00 - 17:00、日曜日15:00 - 17:00
◎ - その他の放送時間
| 放送日          | 放送された過去番組                                                                           | 初回放送日     |
| --------------- | -------------------------------------------------------------------------------------------- | -------------- |
| 2015年04月12日◆ | 青春舞台2012                                                                                 | 2012年09月29日 |
| 2015年04月25日◇ | おかあさんといっしょ ファミリーコンサート 元気いっぱい!たまたまご                            | 2002年05月06日 |
| 2015年05月03日◆ | 建築は知っている ランドマークから見た戦後70年                                                | 2015年01月03日 |
| 2015年05月10日◆ | SWITCHインタビュー 達人達「高見沢俊彦×林英哲」                                               | 2013年08月24日 |
| 2015年05月30日◇ | 天才ビットくん 第1回                                                                         | 2001年04月06日 |
| 2015年05月30日◇ | 天才てれびくんMAXビットワールド 第1回                                                        | 2007年04月06日 |
| 2015年06月14日◆ | 団塊スタイル「思いたった今が青春!」                                                          | 2013年04月26日 |
| 2015年06月27日◇ | つくってあそぼ「つみきにペタリ」                                                             | 1995年04月10日 |
| 2015年06月27日◇ | つくってあそぼデラックス                                                                     | 1995年03月23日 |
| 2015年06月27日◇ | つくってあそぼ「たのしいキャンプ」                                                           | 2007年09月25日 |
| 2015年06月27日◇ | つくってあそぼ 最終回「とべひこうき」                                                        | 2013年03月30日 |
| 2015年07月12日◆ | テレビスポーツ教室「シンクロの基本〜水泳〜」                                                 | 2001年08月04日 |
| 2015年07月12日◆ | グラン・ジュテ 私が跳んだ日「酒造家 藤岡美樹」                                               | 2012年11月10日 |
| 2015年07月13日◎ | Rの法則「ライブ&トーク μ's」                                                                 | 2015年02月16日 |
| 2015年07月25日◇ | おはなしのくに「いらない王様」                                                               | 1996年05月28日 |
| 2015年07月25日◇ | おはなしのくに「どんぐりと山猫」                                                             | 2010年11月09日 |
| 2015年07月25日◇ | こどもにんぎょう劇場「パンをふんだむすめ 1」                                                 | 1993年03月01日 |
| 2015年07月25日◇ | こどもにんぎょう劇場「パンをふんだむすめ 2」                                                 | 1993年03月08日 |
| 2015年08月09日◆ | 舞台「浮標」                                                                                 | 2011年04月30日 |
| 2015年09月13日◆ | 佐野元春のザ・ソングライターズ「山口一郎（サカナクション） Part1」                           | 2010年09月11日 |
| 2015年09月13日◆ | 佐野元春のザ・ソングライターズ「山口一郎（サカナクション） Part2」                           | 2010年09月18日 |
| 2015年09月27日◇ | シャキーン!ザ・ナイト 第1回                                                                  | 2009年04月01日 |
| 2015年09月27日◇ | シャキーン!ザ・ナイト                                                                        | 2011年01月12日 |
| 2015年09月27日◇ | シャキーン!ザ・ナイト                                                                        | 2011年02月23日 |
| 2015年10月11日◆ | トップランナー「金森穣」                                                                     | 2003年12月12日 |
| 2015年10月24日◇ | あつまれ!ワンワンわんだーらんど「広島」                                                      | 2010年11月28日 |
| 2015年10月24日◇ | あつまれ!ワンワンわんだーらんど「おはなしいっぱいスペシャル」                                | 2012年03月25日 |
| 2015年11月15日◆ | ETV特集「ゴジラのテーマをつくった男 作曲家・伊福部昭」                                       | 1997年11月26日 |
| 2015年11月21日◇ | 天才てれびくんMAX Dream5スペシャル                                                           | リクエスト特集 |
| 2015年12月13日◆ | ETV2001 シリーズ 名物先生 これを伝えたい 自分で考えろ〜桐朋バスケットボール部 金田伸夫監督〜 | 2001年09月19日 |
| 2015年12月26日◇ | さわやか3組 鎌倉編 第1回「いざ、かまくら!」                                                  | 2000年04月12日 |
| 2015年12月26日◇ | さわやか3組 鎌倉編 第3回「むりむりじかんわり」                                               | 2000年05月17日 |
| 2015年12月26日◇ | さわやか3組 鎌倉編 第9回「二人三脚」                                                         | 2000年09月20日 |
| 2015年12月26日◇ | さわやか3組 鎌倉編 第11回「ダイヤあります」                                                  | 2000年10月18日 |
| 2016年01月17日◆ | 芸術劇場「その男」                                                                           | 2009年08月14日 |
| 2016年01月24日◇ | おかあさんといっしょ ファミリーコンサート みんなともだち                                     | 1992年05月05日 |
| 2016年02月14日◆ | ETV8「彼岸への旅 1 あの世との対話」                                                          | 1985年09月18日 |
| 2016年02月28日◇ | スージーちゃんとマービー 総集編1                                                             | 1999年05月03日 |
| 2016年02月28日◇ | スージーちゃんとマービー 総集編2                                                             | 1999年05月04日 |
| 2016年02月28日◇ | スージーちゃんとマービー 総集編3                                                             | 1999年05月05日 |
| 2016年03月13日◆ | 100分de幸福論                                                                                | 2014年01月02日 |
| 2016年03月13日◇ | 忍たまがやってくる 静岡の段                                                                  | 2004年03月20日 |

#### 2016年度
随時編成。
◆ - 日曜日未明（土曜日深夜）
◇ - 土曜日14:00 - 17:00、日曜日15:00 - 17:00
◎ - その他の放送時間
| 放送日          | 放送された過去番組                                                                   | 初回放送日     |
| --------------- | ------------------------------------------------------------------------------------ | -------------- |
| 2016年04月17日◆ | 青春舞台2014                                                                         | 2014年09月06日 |
| 2016年04月23日◇ | 天才てれびくんMAXスペシャル in NHKホール「ボリボリ大サーカスの奇跡〜約束の場所へ〜」 | 2007年09月17日 |
| 2016年05月15日◆ | マイロード「久本雅美 第1回・子ども時代」                                             | 2008年04月05日 |
| 2016年05月15日◆ | マイロード「久本雅美 第3回・転機〜20歳のころ〜」                                     | 2008年04月19日 |
| 2016年05月21日◇ | わかる国語 読み書きのツボ 3・4年 第4回「ことばの世界の攻略本」                       | 2004年05月24日 |
| 2016年05月21日◇ | わかる国語 読み書きのツボ 3・4年 第5回「ツボは?ツボも?」                             | 2004年06月07日 |
| 2016年05月21日◇ | わかる国語 読み書きのツボ 3・4年 第11回「ことばを作るブロック」                      | 2004年10月13日 |
| 2016年05月21日◇ | わかる国語 読み書きのツボ 3・4年 第15回「どうやってつなぐ?」                         | 2004年12月06日 |
| 2016年06月18日◇ | 川の子クークー 第13回                                                                | 1981年07月13日 |
| 2016年06月18日◇ | 川の子クークー 第25回                                                                | 1981年11月30日 |
| 2016年06月18日◇ | 川の子クークー 第38回                                                                | 1982年03月15日 |
| 2016年06月18日◇ | 川の子クークー 第75回（最終回）                                                      | 1983年03月07日 |
| 2016年06月26日◆ | 芸術劇場「モンテ・クリスト伯」                                                       | 2001年09月09日 |
| 2016年07月17日◆ | ETV2000「いまクリエイティブとは何か 第2回 井上陽水」                                 | 2000年08月22日 |
| 2016年07月18日◎ | おかあさんといっしょ ファミリーコンサート2016春 しりとりじまでだいぼうけん           | 2016年05月15日 |
| 2016年07月23日◇ | おはなしのくに「アイヌとキツネ」                                                     | 2010年02月09日 |
| 2016年07月23日◇ | おはなしのくに「蜘蛛の糸」                                                           | 1999年09月28日 |
| 2016年07月23日◇ | きょーこ先生の空想保健室 第1回                                                       | 2011年07月11日 |
| 2016年08月21日◇ | ざわざわ森のがんこちゃん 第1回「あたらしいおともだち」                               | 1996年04月08日 |
| 2016年08月21日◇ | がんこちゃんスペシャル「ふうせんトマトがとんできた」                                 | 1999年05月03日 |
| 2016年08月28日◆ | カラフル!スペシャル「楽しいジャズを届けたい〜郷詩11才 ひと夏の経験〜」               | 2015年12月28日 |
| 2016年09月18日◆ | 佐野元春のザ・ソングライターズ「RHYMESTER Part1」                                    | 2010年08月28日 |
| 2016年09月18日◆ | 佐野元春のザ・ソングライターズ「RHYMESTER Part2」                                    | 2010年09月04日 |
| 2016年09月18日◇ | やさいのようせい N.Y.SALAD「妖精たちの目覚め」                                       | 2007年04月05日 |
| 2016年09月18日◇ | やさいのようせい N.Y.SALAD「知りたがりやの芽キャベツ」                               | 2007年04月05日 |
| 2016年09月18日◇ | やさいのようせい N.Y.SALAD「ピクニック」                                             | 2007年04月06日 |
| 2016年09月18日◇ | やさいのようせい N.Y.SALAD「モルドレイス」                                           | 2007年04月19日 |
| 2016年09月18日◇ | やさいのようせい N.Y.SALAD「ピアノがいなくなっちゃった」                             | 2008年05月09日 |
| 2016年09月18日◇ | やさいのようせい N.Y.SALAD「しゃぼん玉あそび」                                       | 2008年06月05日 |
| 2016年09月18日◇ | やさいのようせいスペシャル                                                           | 2014年04月29日 |
| 2016年10月16日◇ | フックブックロー 第1回                                                               | 2011年03月28日 |
| 2016年10月16日◇ | フックブックロー                                                                     | 2013年03月04日 |
| 2016年10月16日◇ | フックブックロー                                                                     | 2013年12月13日 |
| 2016年10月16日◇ | フックブックロー                                                                     | 2014年07月11日 |
| 2016年10月16日◇ | フックブックロー                                                                     | 2014年09月09日 |
| 2016年10月16日◇ | フックブックロー                                                                     | 2015年03月20日 |
| 2016年10月23日◆ | 芸術劇場「野村萬斎 電光掲示VI“森羅万象”狂言会」                                      | 2004年05月09日 |
| 2016年11月20日◆ | 亀田音楽専門学校「LESSON 4. オトナのコード学」                                       | 2013年10月24日 |
| 2016年11月26日◇ | 書道の国の王子様 第1回「まずは名前を美しく!」                                        | 2008年07月05日 |
| 2016年11月26日◇ | 書道の国の王子様 第2回「字に個性を持たせる!」                                        | 2008年07月12日 |
| 2016年12月18日◆ | オレアレ                                                                             | 2015年08月21日 |
| 2016年12月18日◆ | D.ACTORS FILE #30 池松壮亮                                                           | 2011年12月05日 |
| 2016年12月18日◆ | D.ACTORS FILE #33 綾野剛                                                             | 2012年01月21日 |
| 2016年12月18日◆ | D.ACTORS FILE #47 高橋光臣                                                           | 2012年05月15日 |
| 2016年12月18日◆ | D.ACTORS FILE #51 窪田正孝                                                           | 2012年07月03日 |
| 2016年12月24日◇ | クインテット・クリスマススペシャル                                                   | リクエスト特集 |
| 2017年01月03日◎ | Eテレシアター 鉄腕アトム「地上最大のロボット」より「プルートゥ PLUTO」               | 2015年05月24日 |
| 2017年01月22日◆ | 演劇特集 舞台 泉鏡花「天守物語」                                                     | 2012年01月15日 |
| 2017年01月28日◇ | ムジカ・ピッコリーノ「カルテ」                                                       | 2013年03月31日 |
| 2017年01月28日◇ | ムジカ・ピッコリーノ スペシャル「メロトロン号にようこそ(1)」                         | 2016年10月01日 |
| 2017年01月28日◇ | ムジカ・ピッコリーノ スペシャル「メロトロン号にようこそ(2)」                         | 2016年10月10日 |
| 2017年02月19日◆ | 100分de名著 ルソー “エミール” 第1回「自然は教育の原点である」                        | 2016年06月06日 |
| 2017年02月19日◆ | 100分de名著 ルソー “エミール” 第2回「“好奇心”と“有用性”が人を育てる」                | 2016年06月13日 |
| 2017年02月19日◆ | 100分de名著 ルソー “エミール” 第3回「“あわれみ”を育て社会の基盤に!」                 | 2016年06月20日 |
| 2017年02月19日◆ | 100分de名著 ルソー “エミール” 第4回「理想社会のプログラム」                          | 2016年06月27日 |
| 2017年02月25日◇ | 天才てれびくんMAX ビットワールド 緊急生放送!ふたつの部屋 最後の脱出スペシャル        | 2009年03月06日 |
| 2017年03月12日◇ | 大人のピタゴラスイッチ「ピーマンとハトと数学」                                       | 2017年01月02日 |
| 2017年03月19日◆ | テクネ 映像の教室「同ポジ」                                                          | 2014年08月24日 |
| 2017年03月19日◆ | テクネ 映像の教室「テクネIDアワード2015」                                            | 2015年03月15日 |

#### 2017年度
随時編成。
◆ - 日曜日未明（土曜日深夜）
◇ - 土曜日14:00 - 17:00、日曜日14:30 - 17:00
◎ - その他の放送時間
| 放送日                | 放送された過去番組                                                              | 初回放送日     |
| --------------------- | ------------------------------------------------------------------------------- | -------------- |
| 2017年04月23日◆       | 青春舞台2013                                                                    | 2013年09月21日 |
| 2017年04月30日◇       | モリゾー・キッコロ                                                              |                |
| 2017年05月03日◎       | おかあさんといっしょ ファミリーコンサート2008秋 おまつりコンサートをすりかえろ! | 2008年11月24日 |
| 2017年05月14日◆       | 課外授業 ようこそ先輩「感動を編集しよう 見城徹」                                | 2001年02月18日 |
| 2017年06月17日◇       | 熱演!競演!歌舞伎のにぎわい 第38回「俳優祭」                                     | 2017年04月30日 |
| 2017年06月18日◆       | ショートドラマ「怪速少女」第1話                                                 | 2012年10月06日 |
| 2017年06月18日◆       | ショートドラマ「怪速少女」第2話                                                 | 2012年10月13日 |
| 2017年06月18日◆       | ショートドラマ「怪速少女」第3話                                                 | 2012年10月20日 |
| 2017年06月24日◇       | バケルノ小学校 ヒュードロ組                                                     | 2003年         |
| 2017年06月24日◇       | バケルノ小学校 ヒュードロ組                                                     | 2005年04月05日 |
| 2017年07月15日◇       | にほんごであそぼ 第1回                                                          | 2003年04月07日 |
| 2017年07月15日◇       | にほんごであそぼ                                                                |                |
| 2017年07月15日◇       | えいごであそぼ                                                                  |                |
| 2017年07月15日◇       | えいごであそぼ                                                                  |                |
| 2017年07月17日◎       | おかあさんといっしょファミリーコンサート2017春 音楽博士のうららかコンサート     | 2017年05月14日 |
| 2017年07月23日◆       | SWITCHインタビュー 達人達「楳図かずお×稲川淳二」                                | 2014年09月06日 |
| 2017年08月19日◇       | 天才てれびくんMAX 天てれサーカス部スペシャル                                    | 総集編放送     |
| 2017年08月27日◆       | 舞台「THE WINDS OF GOD」                                                        | 2000年         |
| 2017年09月17日◆       | ETV特集 「認知症とともに よく生きる旅へ 丹野智文42歳」                          | 2017年01月14日 |
| 2017年09月30日◇       | ダン!ダン!!ダンス!!! TEMPURA KIDZとおどっちゃお                                 | 2014年08月08日 |
| 2017年10月15日◇       | おかあさんといっしょ ミニミュージカル 「南の島で冒険だい!」                     | 2013年03月28日 |
| 2017年10月22日◆       | トップランナー「佐藤琢磨」                                                      | 2004年04月11日 |
| 2017年11月03日、04日◎ | ムジカ・ピッコリーノ（第3シリーズ）「ピリオドモンストロ」                       | 2015年04月03日 |
| 2017年11月10日、11日◎ | ムジカ・ピッコリーノ（第3シリーズ）「4羽の鳥」                                  | 2015年04月10日 |
| 2017年11月12日◆       | 美の壺「日本の犬」                                                              | 2010年04月23日 |
| 2017年11月17日、18日◎ | ムジカ・ピッコリーノ（第3シリーズ）「たたく？」                                 | 2015年04月17日 |
| 2017年11月24日、25日◎ | ムジカ・ピッコリーノ（第3シリーズ）「あき缶」                                   | 2015年04月24日 |
| 2017年11月25日◇       | 天才てれびくんMAX 天てれドラマ2007「本のくにの王子様！？(1)」                   | 2007年04月23日 |
| 2017年11月25日◇       | 天才てれびくんMAX 天てれドラマ2007「本のくにの王子様！？(2)」                   | 2007年04月24日 |
| 2017年11月25日◇       | 天才てれびくんMAX 天てれドラマ2007「本のくにの王子様！？(3)」                   | 2007年04月25日 |
| 2017年11月25日◇       | 天才てれびくんMAX 天てれドラマ2007「巻き戻しライトにご用心！？(1)」             | 2007年05月28日 |
| 2017年11月25日◇       | 天才てれびくんMAX 天てれドラマ2007「巻き戻しライトにご用心！？(2)」             | 2007年05月29日 |
| 2017年11月25日◇       | 天才てれびくんMAX 天てれドラマ2007「巻き戻しライトにご用心！？(3)」             | 2007年05月30日 |
| 2017年12月17日◇       | おかあさんといっしょ リクエストスペシャル                                       | リクエスト特集 |
| 2017年12月24日◆       | ETV2003 マエストロの肖像(3) -ウォルフガング・サヴァリッシュ〜音楽に愛された男-  | 2003年01月28日 |
| 2017年12月31日◎       | おかあさんといっしょ スペシャルステージ ようこそ、真夏のパーティーへ            | 2017年09月18日 |
| 2018年01月21日◆       | 芸術劇場 「ミュージカル メトロに乗って」                                        | 2001年06月     |
| 2018年01月28日◇       | さんすう刑事ゼロ「残されたレシート事件」                                        | 2012年08月14日 |
| 2018年01月28日◇       | さんすう刑事ゼロ「時計のトリックを見破れ」                                      | 2013年04月08日 |
| 2018年01月28日◇       | さんすう刑事ゼロ「謎の暗号を解読せよ」                                          | 2013年04月22日 |
| 2018年02月18日◆       | おどツタ！「体を動かしてみよう!」                                               | 2010年08月04日 |
| 2018年02月18日◆       | おどツタ！「ダンスで表現しよう!」                                               | 2010年08月05日 |
| 2018年02月18日◆       | おどツタ！「チームでおどろう!」                                                 | 2010年08月06日 |
| 2018年02月24日◇       | 天才てれびくんワイド アニメ「ベイベーばあちゃん」1話                            | 2002年04月08日 |
| 2018年02月24日◇       | 天才てれびくんワイド アニメ「ベイベーばあちゃん」2話                            | 2002年04月09日 |
| 2018年02月24日◇       | 天才てれびくんワイド アニメ「ベイベーばあちゃん」3話                            | 2002年04月10日 |
| 2018年02月24日◇       | 天才てれびくんワイド アニメ「ベイベーばあちゃん」4話                            | 2002年04月11日 |
| 2018年02月24日◇       | 天才てれびくんワイド アニメ「ベイベーばあちゃん」5話                            | 2002年04月15日 |
| 2018年02月24日◇       | 天才てれびくんワイド アニメ「ベイベーばあちゃん」6話                            | 2002年04月16日 |
| 2018年02月24日◇       | 天才てれびくんワイド アニメ「ベイベーばあちゃん」7話                            | 2002年04月17日 |
| 2018年02月24日◇       | 天才てれびくんワイド アニメ「ベイベーばあちゃん」8話                            | 2002年04月18日 |
| 2018年03月18日◆       | 福島をずっと見ているTV 「それでもずっと 生かし続けたい」                        | 2015年02月08日 |
| 2018年03月24日◇       | ムジカ・ピッコリーノ 第2シリーズ 第16話「ビアンカの地図」                       | 2014年07月19日 |
| 2018年03月24日◇       | ムジカ・ピッコリーノ 第2シリーズ 第17話「灯台の秘密」                           | 2014年07月26日 |
| 2018年03月24日◇       | ムジカ・ピッコリーノ 第2シリーズ 第18話「3つの声」                              | 2014年08月02日 |

#### 2018年度
随時編成。
◆ - 日曜日未明（土曜日深夜）
◇ - 土曜日14:00 - 17:00、日曜日15:00 - 17:00
◎ - その他の放送時間
| 放送日          | 放送された過去番組                                                                 | 初回放送日     |
| --------------- | ---------------------------------------------------------------------------------- | -------------- |
| 2018年04月29日◇ | おかあさんといっしょ ミニコンサート 「森の音楽会」                                 | 2005年07月27日 |
| 2018年04月29日◇ | おかあさんといっしょ ミニミュージカル 「その後のブレーメンの音楽隊」               | 1998年01月10日 |
| 2018年05月04日◎ | ピタゴラスイッチ 「装置いっぱいみたいスペシャル」                                  | 2014年01月11日 |
| 2018年05月04日◎ | ピタゴラスイッチ 「装置いっぱいみたいスペシャル」                                  | 2008年03月05日 |
| 2018年06月09日◇ | SWITCHインタビュー 達人達「阿川佐和子×ふなっしー」                                 | 2014年11月15日 |
| 2018年07月08日◇ | 天才ビットくん アニメ「魔法少女隊アルス」1話                                       | 2004年04月09日 |
| 2018年07月08日◇ | 天才ビットくん アニメ「魔法少女隊アルス」2話                                       | 2004年04月16日 |
| 2018年07月08日◇ | 天才ビットくん アニメ「魔法少女隊アルス」3話                                       | 2004年04月23日 |
| 2018年07月08日◇ | 天才ビットくん アニメ「魔法少女隊アルス」4話                                       | 2004年04月30日 |
| 2018年07月08日◇ | 天才ビットくん アニメ「魔法少女隊アルス」5話                                       | 2004年05月07日 |
| 2018年08月12日◇ | たっくんのオモチャ箱「ごあいさつ」                                                 | 1998年04月07日 |
| 2018年08月12日◇ | たっくんのオモチャ箱「みんなでいっしょに」                                         | 1998年11月25日 |
| 2018年08月12日◇ | どーもTVシリーズ「どーもとカメラ」                                                 | 2009年01月01日 |
| 2018年08月12日◇ | どーもTVシリーズ「超能力はじめました」                                             | 2009年01月01日 |
| 2018年08月12日◇ | どーもTVシリーズ「ロックdeどーも」                                                 | 2009年01月02日 |
| 2018年08月12日◇ | どーもTVシリーズ「ぼくのふうせん」                                                 | 2009年01月02日 |
| 2018年09月01日◇ | 忍たま乱太郎 20周年スペシャルアニメ「忍術学園と謎の女これは事件だよ～！の段」      | 2013年03月20日 |
| 2018年09月02日◆ | 青春舞台2016                                                                       | 2016年09月17日 |
| 2018年10月14日◇ | 課外授業 ようこそ先輩「狂言の笑いは“型”でござる」                                  | 1999年09月12日 |
| 2018年11月17日◇ | 100分de名著 ブッダ “最期のことば” 第1回「涅槃への旅立ち」                          | 2015年04月01日 |
| 2018年11月17日◇ | 100分de名著 ブッダ “最期のことば” 第2回「死んでも教えは残る」                      | 2015年04月08日 |
| 2018年11月17日◇ | 100分de名著 ブッダ “最期のことば” 第3回「諸行無常を姿で示す」                      | 2015年04月15日 |
| 2018年11月17日◇ | 100分de名著 ブッダ “最期のことば” 第4回「弟子たちへの遺言」                        | 2015年04月22日 |
| 2018年12月15日◇ | えいごであそぼ スペシャルフライデーショー                                          | 2016年04月15日 |
| 2018年12月15日◇ | えいごであそぼ スペシャルフライデーショー                                          | 2015年12月11日 |
| 2018年12月15日◇ | えいごであそぼ スペシャルフライデーショー                                          | 2016年12月09日 |
| 2018年12月15日◇ | おかあさんといっしょ ミニミュージカル 「すうじの国は大さわぎ」                     | 2014年03月28日 |
| 2019年01月27日◇ | ETV50 天才てれびくんMAXスペシャル in NHKホール「Dreaming〜時空をこえる希望の歌〜」 | 2009年09月22日 |
| 2019年02月09日◇ | グレーテルのかまどスピンオフ ウィーンの甘い秘密～カフェめぐりの旅～                | 2015年01月01日 |
| 2019年03月09日◇ | ムジカ・ピッコリーノ スペシャル「メロトロン号にようこそ(1)」                       | 2016年10月01日 |
| 2019年03月09日◇ | ムジカ・ピッコリーノ スペシャル「メロトロン号にようこそ(2)」                       | 2016年10月10日 |

#### 2019年度
随時編成。
◆ - 日曜日未明（土曜日深夜）
◇ - 土曜日14:00 - 17:00、日曜日15:00 - 17:00
◎ - その他の放送時間
| 放送日          | 放送された過去番組                                | 初回放送日                                                | 備考                     |
| --------------- | ------------------------------------------------- | --------------------------------------------------------- | ------------------------ |
| 2019年04月20日◇ | ピタゴラスイッチ                                  |                                                           |                          |
| 2020年01月18日◇ | 天才てれびくんMAX「ナンデミー賞 / MTKスペシャル」 | ナンデミー賞：2009年03月4日 MTKスペシャル：2009年03月26日 |                          |
| 2020年03月15日◇ | 大！天才てれびくん 初回                           | 2011年04月11日                                            | 『お願い！編集長』最終回 |

## アーカイブス

### 概要(アーカイブス)
NHK Eテレで2012年4月7日から2013年3月23日まで『Eテレアーカイブス』、2013年4月7日から2015年2月22日まで『Eテレセレクション アーカイブス』として放送されていたテレビ番組。
NHK教育テレビで過去に放送された優れた番組を厳選して、「放送当時のまま」再放送する番組。ドキュメントや音楽・芸術番組を中心に、東日本大震災や終戦記念日に近い時期など、テーマに沿った番組を再放送する。

### 放送リスト(アーカイブス)

#### 2012年度(アーカイブス)
土曜日未明（金曜日深夜）放送。※NHKワンセグ2は別番組
| 放送日         | 放送された過去番組                                                                                               | 初回放送日     |
| -------------- | --- | -------------- |
| 2012年04月07日 | ETV特集「全身漫画家〜真説・赤塚不二夫論〜」                                                                      | 2009年03月29日 |
| 2012年04月14日 | ETV特集「フジコ〜あるピアニストの軌跡〜」                                                                        | 1999年02月11日 |
| 2012年04月14日 | ETVカルチャースペシャル「フジコふたたび〜コンサートin奏楽堂〜」                                                  | 1999年07月17日 |
| 2012年04月21日 | 日曜美術館「黒潮の画譜 異端の画家 田中一村」                                                                     | 1984年12月09日 |
| 2012年04月21日 | 日曜美術館「美と風土 絵筆で記録する 筑豊・火床の画家たち」                                                       | 1984年02月19日 |
| 2012年05月05日 | NHK教養セミナー 証言現代史「屋良朝苗 沖縄祖国復帰 第1回 公選主席の誕生と苦悩」                                   | 1983年07月06日 |
| 2012年05月05日 | NHK教養セミナー 証言現代史「屋良朝苗 沖縄祖国復帰 第2回 返還の朝 1972年5月15日」                                 | 1983年07月13日 |
| 2012年05月05日 | ETV特集「アメリカが見た沖縄〜占領から復帰まで〜」                                                                | 1997年06月24日 |
| 2012年05月05日 | イザイホー〜沖縄の神女たち〜                                                                                     | 1979年03月23日 |
| 2012年05月19日 | ETV8「シリーズ この30年の日本 私の東京 2 松山厳”東京タワーと超高層ビルの谷間に”」                                | 1987年09月22日 |
| 2012年05月19日 | ETV特集「笑いの人間国宝 〜孫が語る噺家人生84年〜」                                                               | 1999年10月14日 |
| 2012年06月09日 | ABU未来への航海「アジアの10代 熱帯雨林の旅 生命の森からのメッセージ」                                            | 2005年11月01日 |
| 2012年06月09日 | ETV特集「ダフニとエレナの物語〜危機に立つアフリカゾウ〜」                                                        | 1996年09月10日 |
| 2012年06月09日 | 森を支える生き物たち                                                                                             | 2004年08月12日 |
| 2012年06月16日 | ETV特集「“水俣病”と生きる〜医師・原田正純の50年〜」                                                              | 2010年05月16日 |
| 2012年06月16日 | 日本の美「紅型〜沖縄の染物〜沖縄県」                                                                             | 1969年01月25日 |
| 2012年06月23日 | ETV8「戦世の語り部たち－復帰15年・沖縄からの報告－」                                                             | 1987年05月07日 |
| 2012年06月23日 | ETV特集「教師たちの沖縄戦」                                                                                      | 1995年08月29日 |
| 2012年07月07日 | ETV特集「苦渋の決断〜水俣病 40年目の政治決着〜」                                                                 | 1995年10月19日 |
| 2012年07月07日 | 列島リレードキュメント「カドミウム汚染田農家の苦悩〜富山市〜」                                                   | 1995年10月17日 |
| 2012年07月07日 | 20世紀・家族の歳月「もやいの海〜水俣・杉本家の40年〜」                                                           | 2000年08月10日 |
| 2012年07月14日 | ETVスペシャル「イギリス・すばらしき村 豊かな人生と出会う旅」                                                     | 2003年11月29日 |
| 2012年07月21日 | ETV特集「シリーズ 名物先生“日本一”を育てます 第4回 一人だけじゃ何もできない 本庄第一高校女子サッカー部・日野聡」 | 1999年11月11日 |
| 2012年07月21日 | マイライフ「明日へキックオフ〜女子サッカー選手・高倉麻子〜」                                                     | 1996年10月18日 |
| 2012年07月21日 | 日本の話芸「落語 ゴルフ夜明け前」                                                                                | 2002年06月15日 |
| 2012年08月04日 | ETV2000「シリーズ 太平洋戦争と日本人 第7回 井上ひさし 原爆を語るということ」                                     | 2000年12月17日 |
| 2012年08月04日 | ETV特集「“屍の街”からの叫び〜被爆作家 大田洋子と戦後〜」                                                         | 2007年08月05日 |
| 2012年08月11日 | ETV特集「戦争とラジオ 1 放送は国民に何を伝えたのか」                                                             | 2009年08月16日 |
| 2012年08月18日 | ETV特集「城山三郎 “昭和”と格闘した作家」                                                                         | 2007年08月12日 |
| 2012年08月25日 | NHK俳句「波郷・夫婦愛」                                                                                          | 2008年08月31日 |
| 2012年08月25日 | ETV8「安部公房 文明のキーワード 1 世紀末の現在」                                                                 | 1987年02月09日 |
| 2012年08月25日 | ETV8「安部公房 文明のキーワード 2 コトバはヒトを滅ぼすか」                                                       | 1987年02月10日 |
| 2012年09月08日 | ETV2001「テロはなぜ生まれるのか 緒方貞子 ニューヨークで語る」                                                    | 2001年10月22日 |
| 2012年09月08日 | ETV特集「シリーズ イスラム激動の10年 第2回 アメリカ同時多発テロ 問い続けた“イスラム”」                           | 2011年11月13日 |
| 2012年09月14日 | ETV2001「老いをどう生きるか 第1回 中村メイコ 山田太一」                                                          | 2001年01月22日 |
| 2012年09月14日 | ETV2001「老いをどう生きるか 第2回 堀田力 吉永みち子」                                                            | 2001年01月23日 |
| 2012年09月22日 | ETV特集「七冠王・羽生善治 将棋の宇宙を語る」                                                                     | 1996年02月16日 |
| 2012年09月22日 | ETV特集「迷走〜碁打ち・藤沢秀行という生き方〜」                                                                  | 2009年12月13日 |
| 2012年10月06日 | ETV特集「わが父・溥傑 ラストエンペラーの弟 波乱の生涯」                                                          | 2006年01月21日 |
| 2012年10月13日 | 福祉ネットワーク「シリーズ 大人の発達障害 第1回 自閉症を生きる」                                                 | 2011年04月04日 |
| 2012年10月13日 | 福祉ネットワーク「シリーズ 大人の発達障害 第2回 漂流する若者たち」                                               | 2011年04月05日 |
| 2012年10月13日 | 福祉ネットワーク「シリーズ 大人の発達障害 第3回 “違う”を認める」                                                 | 2011年04月06日 |
| 2012年10月13日 | 福祉ネットワーク「シリーズ 大人の発達障害 第4回 とことん語ろう!」                                                | 2011年04月07日 |
| 2012年10月20日 | ETV2000「シリーズ 名物先生 日本一を育てます チャンピオン具志堅に続け 沖縄尚学高校ボクシング部・金城眞吉」        | 2000年05月15日 |
| 2012年10月20日 | ETV2001「シリーズ 名物先生 これを伝えたい 自分で考えろ 桐朋バスケットボール部・金田伸夫監督」                    | 2001年09月19日 |
| 2012年11月03日 | 日曜美術館「私と黒田清輝 白洲正子」                                                                              | 1981年11月08日 |
| 2012年11月03日 | 日曜美術館「私と鳥獣戯画 手塚治虫」                                                                              | 1982年11月21日 |
| 2012年11月10日 | ETV特集「里山保育が子どもを変える」                                                                              | 2007年10月28日 |
| 2012年11月17日 | 国宝探訪「月光に映える銀の楼閣〜慈照寺銀閣・東求堂〜」                                                           | 2001年04月14日 |
| 2012年11月17日 | 新日曜美術館「よみがえる合戦図 平治物語絵巻(en) デジタル復元」                                                   | 2004年01月25日 |
| 2012年11月24日 | N響アワー「愛と音楽の結晶 幻想交響曲」                                                                           | 2005年10月30日 |
| 2012年11月24日 | N響アワー「メンデルスゾーンのスコットランド紀行」                                                                | 2008年11月16日 |
| 2012年12月08日 | ETVスペシャル「イギリス・すばらしき村 豊かな人生と出会う旅」                                                     | 2003年11月29日 |
| 2012年12月15日 | 芸術劇場「朝比奈隆・90歳の“第9”」                                                                                | 1998年07月05日 |
| 2012年12月22日 | ETV特集「キム・デジュン 大統領時代を語る」                                                                       | 2005年06月11日 |
| 2013年01月12日 | ETV特集「ピアニストの贈り物 辻井伸行・コンクール20日間の記録」                                                   | 2009年11月22日 |
| 2013年01月19日 | NHK人間講座 敗者から見た明治維新「白虎隊の悲歌」                                                                 | 2002年11月04日 |
| 2013年01月19日 | NHK人間講座 敗者から見た明治維新「明治を生き抜いた会津魂」                                                       | 2002年11月25日 |
| 2013年01月19日 | ETV特集「シリーズ・日本を作った日本人 新島襄〜自由の構図〜」                                                     | 1993年04月28日 |
| 2013年02月02日 | バリバラ〜障害者情報バラエティー〜「シリーズ恋愛 1 障害者ってモテる?モテない?」                                  | 2012年04月06日 |
| 2013年02月02日 | ETVワイド ともに生きる「笑っていいかも!?」                                                                       | 2010年12月04日 |
| 2013年02月09日 | 静かに時は流れて「長崎の少女と写真家の歳月」                                                                     | 1999年08月08日 |
| 2013年02月09日 | 新日曜美術館「長崎マンダラ 写真家・東松照明の世界」                                                              | 2000年10月29日 |
| 2013年02月16日 | 芸術劇場「英国ロイヤル・バレエ ロメオとジュリエット」                                                            | 2010年11月19日 |
| 2013年03月02日 | ETV特集「飯舘村一年 人間と放射能の記録」                                                                         | 2012年06月24日 |
| 2013年03月16日 | ETV特集「気仙沼の人々 2009-2012」                                                                                | 2012年04月08日 |
| 2013年03月16日 | 青春リアル「福島をずっと見ているTV vol.5 FUKUSHIMA VOICE」                                                       | 2011年10月14日 |
| 2013年03月16日 | 青春リアル「福島をずっと見ているTV vol.12 仮設の小さなラジオ局 涙と笑いの物語」                                  | 2012年05月03日 |
| 2013年03月23日 | 3.11後を生きる君たちへ〜東浩紀 梅原猛に会いにいく〜                                                              | 2012年03月26日 |
| 2013年03月23日 | 未来潮流「科学を人間の手に 高木仁三郎・闘病からのメッセージ」                                                    | 1999年02月06日 |

| 放送日         | タイトル                                          | 放送された過去番組                                      | 初回放送日     |
| -------------- | ------------------------------------------------- | ------------------------------------------------------- | -------------- |
| 2012年06月02日 | 吉田秀和さんをしのんで                            | ETV特集「言葉で奏でる音楽 吉田秀和の軌跡」              | 2007年07月01日 |
| 2012年06月30日 | ドイツの名歌手 フィッシャー・ディースカウをしのぶ | 芸術劇場「フィッシャー・ディースカウ メリケ歌曲の夕べ」 | 1988年01月24日 |

#### 2013年度(アーカイブス)
日曜日未明（土曜日深夜）放送。
| 放送日         | 放送された過去番組                                                                                       | 初回放送日     |
| -------------- | --- | -------------- |
| 2013年04月07日 | ETVスペシャル「花の大江戸・長屋に知恵あり」                                                              | 2003年06月14日 |
| 2013年04月14日 | アジア語楽紀行〜バリ・旅するインドネシア語〜                                                             | 2005年04月     |
| 2013年04月14日 | アジア語楽紀行〜旅するトルコ語〜                                                                         | 2006年10月     |
| 2013年05月05日 | 知るを楽しむ 私のこだわり人物伝「寺山修司 私と彼のただならぬ関係」第1回                                  | 2006年04月04日 |
| 2013年05月05日 | 知るを楽しむ 私のこだわり人物伝「寺山修司 私と彼のただならぬ関係」第2回                                  | 2006年04月11日 |
| 2013年05月05日 | 知るを楽しむ 私のこだわり人物伝「寺山修司 私と彼のただならぬ関係」第3回                                  | 2006年04月18日 |
| 2013年05月05日 | 知るを楽しむ 私のこだわり人物伝「寺山修司 私と彼のただならぬ関係」第4回                                  | 2006年04月25日 |
| 2013年06月02日 | ETV特集「なぜ人は絵を描くのか〜日比野克彦・サハラ1000キロの旅〜」                                        | 2010年01月24日 |
| 2013年06月16日 | ETV特集「基地を笑え〜人気舞台で見る沖縄のホンネ〜」                                                      | 2007年09月30日 |
| 2013年06月16日 | ETV特集「女たちの地上戦」                                                                                | 2009年01月25日 |
| 2013年06月23日 | 仕事学のすすめ「三浦雄一郎 冒険（ベンチャー）スピリットが扉を開く 第1回 究極のリスクマネジメント」       | 2012年09月06日 |
| 2013年06月23日 | 仕事学のすすめ「三浦雄一郎 冒険（ベンチャー）スピリットが扉を開く 第2回 どん底からの一発逆転」           | 2012年09月13日 |
| 2013年06月23日 | 仕事学のすすめ「三浦雄一郎 冒険（ベンチャー）スピリットが扉を開く 第3回 79歳・驚異のアンチエイジング術」 | 2012年09月20日 |
| 2013年06月23日 | 仕事学のすすめ「三浦雄一郎 冒険（ベンチャー）スピリットが扉を開く 第4回 自然が変える子どもたち」         | 2012年09月27日 |
| 2013年07月07日 | 芸術劇場「アンドレ・プレヴィンとN響の仲間たち」                                                          | 2011年01月07日 |
| 2013年07月14日 | ETV特集「里山はうまいコメを育む 山形県高畠町の1年」                                                      | 2005年12月17日 |
| 2013年08月04日 | 新日曜美術館「シリーズ戦後60年 2 イサム・ノグチ幻の原爆慰霊碑」                                          | 2005年07月24日 |
| 2013年08月04日 | 現代ジャーナル「原爆とは知らず 女優・園井恵子の戦争」                                                    | 1991年08月05日 |
| 2013年08月11日 | ETV特集「焼け跡から生まれた憲法草案」                                                                    | 2007年02月10日 |
| 2013年08月18日 | テクネ 映像の教室「ストップモーション」                                                                  | 2012年03月27日 |
| 2013年08月18日 | テクネ 映像の教室「時間操作」                                                                            | 2012年08月21日 |
| 2013年08月18日 | テクネ 映像の教室「プロジェクション」                                                                    | 2012年08月22日 |
| 2013年08月18日 | ETV特集「ぼくらの夢の物語」                                                                              | 2010年11月21日 |
| 2013年09月15日 | ETV2000「老いをどう生きるか 1 谷川俊太郎・落合恵子」                                                     | 2000年09月18日 |
| 2013年09月15日 | ETV2000「老いをどう生きるか 4 養老孟司・内橋克人」                                                       | 2000年09月21日 |
| 2013年10月13日 | ETV特集 シリーズ宮沢賢治・百年の光芒 第1回「拝啓 宮澤賢治様〜井上ひさし・風と音の書簡〜」                | 1996年09月02日 |
| 2013年10月13日 | ETV特集 シリーズ宮沢賢治・百年の光芒 第2回「農民 賢治の願い」                                            | 1996年09月03日 |
| 2013年10月20日 | 美の壺「古民家」                                                                                         | 2006年04月28日 |
| 2013年10月20日 | 美の壺「根付」                                                                                           | 2006年06月09日 |
| 2013年10月20日 | 美の壺「和の英国庭園」                                                                                   | 2011年11月10日 |
| 2013年10月20日 | 美の壺「青森の刺し子」                                                                                   | 2012年03月01日 |
| 2013年11月10日 | ETV2002「83歳のアンパンマン〜やなせたかしの真剣勝負〜」                                                  | 2002年04月22日 |
| 2013年11月17日 | テストの花道「スグ使える!勉強法プレゼン選手権」                                                          | 2013年08月26日 |
| 2013年11月17日 | テストの花道「ムダをそぎ落とす逆算力 ゴールから考える!」                                                 | 2013年10月14日 |
| 2013年11月17日 | テストの花道「成績を伸ばすカギ“ノート術”」                                                               | 2013年08月19日 |
| 2013年11月17日 | テストの花道「勝つ面接へ!3つの極意」                                                                     | 2013年09月23日 |
| 2013年12月08日 | ETV特集「障害者たちの戦争」                                                                              | 2009年12月06日 |
| 2014年01月19日 | ETV特集 阪神大震災から3年 第1回「人々はどう歩み始めるのか 被災者1万人へのアンケートより」                | 1998年01月14日 |
| 2014年01月19日 | ETV特集 阪神大震災から3年 第2回「悲惨な記憶をどう受けとめるか 子どもの心の調査より」                     | 1998年01月15日 |
| 2014年02月16日 | ETV特集「核燃の村 苦悩と選択の記録 青森県六ヶ所村」                                                      | 2006年01月07日 |
| 2014年03月02日 | ETV特集「楽都はふたたび歌う ニューオーリンズ・不屈のミュージシャンたち」                                 | 2006年07月01日 |
| 2014年03月09日 | ETV特集「生き残った日本人へ〜髙村薫 復興を問う〜」                                                       | 2012年03月18日 |
| 2014年03月16日 | ETV特集「ひとりと一匹たち 多摩川・河川敷の物語」                                                         | 2009年03月01日 |

#### 2014年度(アーカイブス)
日曜日未明（土曜日深夜）放送。
| 放送日         | 放送された過去番組                                                                      | 初回放送日     |
| -------------- | --------------------------------------------------------------------------------------- | -------------- |
| 2014年05月11日 | ETV特集「人間国宝 弥生の謎に挑む」                                                      | 2008年02月17日 |
| 2014年05月11日 | NHKジュニアスペシャル「日本人はるかな旅 第3集 君の顔のルーツを探れ!縄文&弥生」          | 2004年10月17日 |
| 2014年06月15日 | ETV特集「島クトゥバで語る戦世」                                                         | 2005年09月10日 |
| 2014年07月20日 | ETV特集「シリーズ 海をゆく 2 北転船・男たちの旅路」                                     | 1998年04月21日 |
| 2014年07月20日 | ETV特集「シリーズ 海をゆく 4 いのちは海に抱かれて」                                     | 1998年04月23日 |
| 2014年08月31日 | ETV特集「戦争は罪悪である ある仏教者の名誉回復」                                        | 2008年10月12日 |
| 2014年09月14日 | シリーズ 巨匠たちのアトリエ「第1回 画業に老いなし」                                     | 1999年01月07日 |
| 2014年10月12日 | NHK教養セミナー 証言現代史「オリンピックの歳月 5 1964年東京大会」                       | 1984年07月13日 |
| 2014年11月16日 | ETV特集「経済学者・宇沢弘文 いま再び豊かさを問う 第1回 資本主義の幻想と現実」           | 1998年01月05日 |
| 2014年11月16日 | ETV特集「経済学者・宇沢弘文 いま再び豊かさを問う 第2回 水俣病は終わらない」             | 1998年01月06日 |
| 2014年11月16日 | ETV特集「経済学者・宇沢弘文 いま再び豊かさを問う 第3回 聖職としての医療・教育を求めて」 | 1998年01月07日 |
| 2014年11月16日 | ETV特集「経済学者・宇沢弘文 いま再び豊かさを問う 第4回 農業が拓く地球の未来」           | 1998年01月08日 |
| 2013年12月14日 | 知るを楽しむ 人生の歩き方「赤瀬川原平 中古美品?」 第1回 ぼくと貧乏とおねしょ体験        | 2006年09月06日 |
| 2013年12月14日 | 知るを楽しむ 人生の歩き方「赤瀬川原平 中古美品?」 第2回 路上でぼくは大人になった        | 2006年09月13日 |
| 2013年12月14日 | 知るを楽しむ 人生の歩き方「赤瀬川原平 中古美品?」 第3回 中古カメラ愛                    | 2006年09月20日 |
| 2013年12月14日 | 知るを楽しむ 人生の歩き方「赤瀬川原平 中古美品?」 第4回 老いを追い抜く                  | 2006年09月27日 |
| 2015年01月18日 | 日曜美術館「阪神大震災とアーチストたち」                                                | 1996年01月21日 |
| 2015年01月18日 | 共に生きる明日「仮設住宅の独り暮らしを支えて コリアボランティア協会の人々」             | 1996年10月17日 |
| 2015年02月22日 | ETV特集「キューバ革命50年の現実」                                                       | 2009年02月08日 |

## 学校放送休止期間中
2021年度までは、学校の夏休み・冬休み・春休みの期間中にコンプレックス編成の教育番組として『（夏・冬・春）のテレビクラブ』が編成されていた。2022年度からは、学校の長期休暇中に放送していたテレビクラブに代わって、子供向けに加えて家族向け・若者向けを含めた特別編成を学校放送休止期間中に行うことになった。なお、2023年度より当該枠は『（夏・冬・春）の特集』表記となっている。
当該枠では、再放送番組以外にも新作のオリジナル番組、レギュラー番組を編成していることから、『アーカイブス』や『お願い!編集長』とは番組枠の性格がやや異なるところがある。

### 基本放送時間
- 月曜日 - 金曜日 9:00 - 10:00
- 月曜日 - 金曜日 15:55 - 16:15
※2024年度までの夕方は、原則として 16:40 - 17:00 に放送されていた。
※局の都合により放送時間が拡大されたり、縮小されたりすることがある。2022年度は、木曜日午前の放送枠が 9:00 - 9:50[注 3]となることが多かった。
※高校野球の選抜大会（毎年春）や全国大会（毎年夏）[注 4]が、国会中継又は大相撲中継などのスポーツ中継[注 5]の都合でEテレで放送される場合には、当該枠の全部又は一部が休止になる場合がある。

| NHK for School 関連番組 | NHK for School 隣接番組 | 学校放送番組の先行放送・パイロット番組 | オリジナル番組（テレビクラブで放送経験のある番組のみ） |

### 2022年度

#### 夏休み（2022年度）

##### タイムテーブル（2022年度 夏休み）
| 時間  | 09:00-10:00               | 09:00-10:00                            | 09:00-10:00                            | 09:00-10:00                            | 09:00-10:00                         | 時間  |
| 時間  | 7/18(月)                  | 19(火)                                 | 20(水)                                 | 21(木)                                 | 22(金)                              | 時間  |
| ----- | ------------------------- | -------------------------------------- | -------------------------------------- | -------------------------------------- | ----------------------------------- | ----- |
| 09:00 | 自由研究55                | NHKスペシャル 『ディープ・オーシャン』 | NHKスペシャル 『ディープ・オーシャン』 | NHKスペシャル 『ディープ・オーシャン』 | にほんごであそぼ コンサート in 石川 | 09:00 |
| 09:25 | ギョギョッとサカナ★スター | NHKスペシャル 『ディープ・オーシャン』 | NHKスペシャル 『ディープ・オーシャン』 | NHKスペシャル 『ディープ・オーシャン』 | にほんごであそぼ コンサート in 石川 | 09:25 |
| 09:45 | ギョギョッとサカナ★スター | NHKスペシャル 『ディープ・オーシャン』 | NHKスペシャル 『ディープ・オーシャン』 | NHKスペシャル 『ディープ・オーシャン』 | ミニアニメ ミッフィーのぼうけん     | 09:45 |
| 09:50 | 美の小壺                  | ねこのめ美じゅつかん                   | ねこのめ美じゅつかん                   |                                        | もしものがんこちゃん                | 09:50 |
| 時間  | 16:30-17:00               | 16:30-17:00                            | 16:30-17:00                            | 16:30-17:00                            | 16:30-17:00                         | 時間  |
| 時間  | 7/18(月)                  | 19(火)                                 | 20(水)                                 | 21(木)                                 | 22(金)                              | 時間  |
| 16:30 |                           |                                        | ダーウィンが来た!                      | ダーウィンが来た!                      | ダーウィンが来た!                   | 16:30 |
| 16:40 | MIXびじゅチューン!        | MIXびじゅチューン!                     | ダーウィンが来た!                      | ダーウィンが来た!                      | ダーウィンが来た!                   | 16:40 |
| 16:50 | デザインあneo             | デザインあneo                          | ダーウィンが来た!                      | ダーウィンが来た!                      | ダーウィンが来た!                   | 16:50 |

| 時間  | 09:00-10:00                                     | 09:00-10:00                                     | 09:00-10:00                                      | 09:00-10:00                                      | 09:00-10:00                             | 時間  |
| 時間  | 7/25(月)                                        | 26(火)                                          | 27(水)                                           | 28(木)                                           | 29(金)                                  | 時間  |
| ----- | ----------------------------------------------- | ----------------------------------------------- | ------------------------------------------------ | ------------------------------------------------ | --------------------------------------- | ----- |
| 09:00 | NHKスペシャル 『恐竜超世界』                    | NHKスペシャル 『恐竜超世界』                    | おはなしぽんぽん!～アジア子どもドラマ～          | おはなしぽんぽん!～アジア子どもドラマ～          | おはなしぽんぽん!～アジア子どもドラマ～ | 09:00 |
| 09:35 | NHKスペシャル 『恐竜超世界』                    | NHKスペシャル 『恐竜超世界』                    | ハロー!ちびっこモンスター                        | ハロー!ちびっこモンスター                        | 太田光のつぶやき英語                    | 09:35 |
| 09:50 | もしものがんこちゃん                            | もしものがんこちゃん                            | ハロー!ちびっこモンスター                        | ハロー!ちびっこモンスター                        | 太田光のつぶやき英語                    | 09:50 |
| 時間  | 16:30-17:00                                     | 16:30-17:00                                     | 16:30-17:00                                      | 16:30-17:00                                      | 16:30-17:00                             | 時間  |
| 時間  | 7/25(月)                                        | 26(火)                                          | 27(水)                                           | 28(木)                                           | 29(金)                                  | 時間  |
| 16:30 |                                                 |                                                 | LET’S GO! Eテレタイムマシン おかあさんといっしょ | LET’S GO! Eテレタイムマシン おかあさんといっしょ | 16:30                                   |       |
| 16:40 | LET’S GO! Eテレタイムマシン いないいないばあっ! | LET’S GO! Eテレタイムマシン いないいないばあっ! | LET’S GO! Eテレタイムマシン おかあさんといっしょ | LET’S GO! Eテレタイムマシン おかあさんといっしょ | 16:40                                   |       |
| 16:55 | LET’S GO! Eテレタイムマシン いないいないばあっ! | LET’S GO! Eテレタイムマシン いないいないばあっ! | あおきいろ                                       | あおきいろ                                       | 16:55                                   |       |

| 時間  | 09:00-10:00                                                    | 09:00-10:00                                                    | 09:00-10:00                                                    | 09:00-10:00                                                    | 09:00-10:00                                                    | 時間  |
| 時間  | 8/1(月)                                                        | 2(火)                                                          | 3(水)                                                          | 4(木)                                                          | 5(金)                                                          | 時間  |
| ----- | -------------------------------------------------------------- | -------------------------------------------------------------- | -------------------------------------------------------------- | -------------------------------------------------------------- | -------------------------------------------------------------- | ----- |
| 09:00 | 猫の手 貸します ～#ボラ活しようよ～                            | 映画 人体のサバイバル                                          | 映画 おしりたんてい スフーレ島のひみつ                         | おかあさんといっしょ「うたのリクエスト 夏スペシャル2022」      | おかあさんといっしょファミリーコンサート                       | 09:00 |
| 09:30 | 猫の手 貸します ～#ボラ活しようよ～                            | 映画 人体のサバイバル                                          | 映画 おしりたんてい スフーレ島のひみつ                         | 地球は放置してても育たない                                     | おかあさんといっしょファミリーコンサート                       | 09:30 |
| 09:38 | 猫の手 貸します ～#ボラ活しようよ～                            | 映画 人体のサバイバル                                          | ツクランカーの防災授業へようこそ                               | 地球は放置してても育たない                                     | おかあさんといっしょファミリーコンサート                       | 09:38 |
| 09:45 | チョーさんと見よう！たんけんぼくのまち                         | チョーさんと見よう！たんけんぼくのまち                         | チョーさんと見よう！たんけんぼくのまち                         | あおきいろ                                                     | 地球は放置してても育たない                                     | 09:45 |
| 09:50 | チョーさんと見よう！たんけんぼくのまち                         | チョーさんと見よう！たんけんぼくのまち                         | チョーさんと見よう！たんけんぼくのまち                         |                                                                | 地球は放置してても育たない                                     | 09:50 |
| 時間  | 16:40-17:00                                                    | 16:40-17:00                                                    | 16:40-17:00                                                    | 16:40-17:00                                                    | 16:40-17:00                                                    | 時間  |
| 時間  | 8/1(月)                                                        | 2(火)                                                          | 3(水)                                                          | 4(木)                                                          | 5(金)                                                          | 時間  |
| 16:40 | LET’S GO! Eテレタイムマシン クッキンアイドル アイ!マイ!まいん! | LET’S GO! Eテレタイムマシン クッキンアイドル アイ!マイ!まいん! | LET’S GO! Eテレタイムマシン クッキンアイドル アイ!マイ!まいん! | LET’S GO! Eテレタイムマシン クッキンアイドル アイ!マイ!まいん! | LET’S GO! Eテレタイムマシン クッキンアイドル アイ!マイ!まいん! | 16:40 |
| 16:51 | アニメ ふしぎ駄菓子屋 銭天堂                                   | アニメ ふしぎ駄菓子屋 銭天堂                                   | アニメ ふしぎ駄菓子屋 銭天堂                                   | アニメ ふしぎ駄菓子屋 銭天堂                                   | アニメ ふしぎ駄菓子屋 銭天堂                                   | 16:51 |

| 時間  | 09:00-10:00               | 09:00-10:00               | 09:00-10:00               | 09:00-10:00                   | 09:00-10:00                         | 時間  |
| 時間  | 8/8(月)                   | 9(火)                     | 10(水)                    | 11(木)                        | 12(金)                              | 時間  |
| ----- | ------------------------- | ------------------------- | ------------------------- | ----------------------------- | ----------------------------------- | ----- |
| 09:00 | ワルイコあつまれ          | ワルイコあつまれ          | ワルイコあつまれ          | 香川照之の昆虫すごいぜ!       | 思い出鑑賞会 あのころ見てた学校放送 | 09:00 |
| 09:30 | 魔改造の夜 技術者養成学校 | 魔改造の夜 技術者養成学校 | 魔改造の夜 技術者養成学校 | 香川照之の昆虫すごいぜ!       | 思い出鑑賞会 あのころ見てた学校放送 | 09:30 |
| 09:45 | 魔改造の夜 技術者養成学校 | 魔改造の夜 技術者養成学校 | 魔改造の夜 技術者養成学校 | アニメ ざんねんないきもの事典 | 思い出鑑賞会 あのころ見てた学校放送 | 09:45 |
| 09:50 | 魔改造の夜 技術者養成学校 | 魔改造の夜 技術者養成学校 | 魔改造の夜 技術者養成学校 |                               | 思い出鑑賞会 あのころ見てた学校放送 | 09:50 |
| 時間  | 16:30-17:00               | 16:30-17:00               | 16:30-17:00               | 16:30-17:00                   | 16:30-17:00                         | 時間  |
| 時間  | 8/8(月)                   | 9(火)                     | 10(水)                    | 11(木)                        | 12(金)                              | 時間  |
| 16:30 |                           |                           | ダーウィンが来た!         | ダーウィンが来た!             | ダーウィンが来た!                   | 16:30 |
| 16:40 | Why!?プログラミング       | ばくしょん!               | ダーウィンが来た!         | ダーウィンが来た!             | ダーウィンが来た!                   | 16:40 |
| 16:50 | ズームジャパン            | ばくしょん!               | ダーウィンが来た!         | ダーウィンが来た!             | ダーウィンが来た!                   | 16:50 |

| 時間  | 09:00-10:00           | 09:00-10:00                         | 09:00-10:00                         | 09:00-10:00                         | 09:00-10:00                         | 時間  |
| 時間  | 8/15(月)              | 16(火)                              | 17(水)                              | 18(木)                              | 19(金)                              | 時間  |
| ----- | --------------------- | ----------------------------------- | ----------------------------------- | ----------------------------------- | ----------------------------------- | ----- |
| 09:00 | 映画 深海のサバイバル | 忍たま乱太郎の宇宙大冒険            | 忍たま乱太郎の宇宙大冒険            | モノ・マネー                        | モノ・マネー                        | 09:00 |
| 09:10 | 映画 深海のサバイバル | 忍たま乱太郎の宇宙大冒険            | 忍たま乱太郎の宇宙大冒険            | ウチのどうぶつえん                  | ウチのどうぶつえん                  | 09:10 |
| 09:20 | 映画 深海のサバイバル | 忍たま乱太郎の宇宙大冒険            | 忍たま乱太郎の宇宙大冒険            | ザ・バックヤード 知の迷宮の裏側探訪 | ザ・バックヤード 知の迷宮の裏側探訪 | 09:20 |
| 09:25 | 映画 深海のサバイバル | ザ・バックヤード 知の迷宮の裏側探訪 | ザ・バックヤード 知の迷宮の裏側探訪 | ザ・バックヤード 知の迷宮の裏側探訪 | ザ・バックヤード 知の迷宮の裏側探訪 | 09:25 |
| 09:40 | ウチのどうぶつえん    | ザ・バックヤード 知の迷宮の裏側探訪 | ザ・バックヤード 知の迷宮の裏側探訪 | ザ・バックヤード 知の迷宮の裏側探訪 | ザ・バックヤード 知の迷宮の裏側探訪 | 09:40 |
| 09:49 | ウチのどうぶつえん    | ザ・バックヤード 知の迷宮の裏側探訪 | ザ・バックヤード 知の迷宮の裏側探訪 | ザ・バックヤード 知の迷宮の裏側探訪 | びじゅチューン!                     | 09:49 |
| 09:50 | ウチのどうぶつえん    | ザ・バックヤード 知の迷宮の裏側探訪 | ザ・バックヤード 知の迷宮の裏側探訪 |                                     | びじゅチューン!                     | 09:50 |
| 09:55 | ウチのどうぶつえん    | アニメ ざんねんないきもの事典       | アニメ ざんねんないきもの事典       | ツクランカーの防災授業へようこそ    | 09:55                               |       |
| 時間  | 16:30-17:00           | 16:30-17:00                         | 16:30-17:00                         | 16:30-17:00                         | 16:30-17:00                         | 時間  |
| 時間  | 8/15(月)              | 16(火)                              | 17(水)                              | 18(木)                              | 19(金)                              | 時間  |
| 16:30 |                       |                                     | ダーウィンが来た!                   | ダーウィンが来た!                   | ダーウィンが来た!                   | 16:30 |
| 16:40 | Why!?プログラミング   | モノ・マネー                        | ダーウィンが来た!                   | ダーウィンが来た!                   | ダーウィンが来た!                   | 16:40 |
| 16:50 | ズームジャパン        | モノ・マネー                        | ダーウィンが来た!                   | ダーウィンが来た!                   | ダーウィンが来た!                   | 16:50 |

#### 冬休み（2022年度）

##### タイムテーブル（2022年度 冬休み）
| 時間  | 09:00-10:00                              | 09:00-10:00                 | 09:00-10:00                                    | 09:00-10:00                          | 09:00-10:00                                        | 時間  |
| 時間  | 12/19(月)                                | 20(火)                      | 21(水)                                         | 22(木)                               | 23(金)                                             | 時間  |
| ----- | ---------------------------------------- | --------------------------- | ---------------------------------------------- | ------------------------------------ | -------------------------------------------------- | ----- |
| 09:00 | おかあさんといっしょファミリーコンサート | 診療中!こどもネタクリニック | ヒミツの!? NHK for School じぶんかくどかわるSP | アニメ しろくまノーム ニューヨークへ | 映画 きかんしゃトーマス おいでよ!未来の発明ショー! | 09:00 |
| 09:30 | おかあさんといっしょファミリーコンサート | 地球は放置してても育たない  | テレどーも!                                    | アニメ しろくまノーム ニューヨークへ | 映画 きかんしゃトーマス おいでよ!未来の発明ショー! | 09:30 |
| 09:45 | ウチのどうぶつえん                       | 地球は放置してても育たない  | テレどーも!                                    | 手話で楽しむみんなのテレビ           | 映画 きかんしゃトーマス おいでよ!未来の発明ショー! | 09:45 |
| 09:50 | ウチのどうぶつえん                       | 地球は放置してても育たない  | テレどーも!                                    |                                      | 映画 きかんしゃトーマス おいでよ!未来の発明ショー! | 09:50 |
| 09:55 | 手話で楽しむみんなのテレビ               | 地球は放置してても育たない  | テレどーも!                                    | 09:55                                | 映画 きかんしゃトーマス おいでよ!未来の発明ショー! |       |
| 時間  | 16:40-17:00                              | 16:40-17:00                 | 16:40-17:00                                    | 16:40-17:00                          | 16:40-17:00                                        | 時間  |
| 時間  | 12/19(月)                                | 20(火)                      | 21(水)                                         | 22(木)                               | 23(金)                                             | 時間  |
| 16:40 | キキとカンリ                             | キキとカンリ                | ウチのどうぶつえん                             | モノ・マネー                         | モノ・マネー                                       | 16:40 |
| 16:50 | もしものがんこちゃん                     | もしものがんこちゃん        | ウチのどうぶつえん                             | ズームジャパン                       | ズームジャパン                                     | 16:50 |

| 時間  | 09:00-10:00             | 09:00-10:00             | 09:00-10:00                                       | 09:00-10:00                                       | 09:00-10:00                                       | 時間  |
| 時間  | 12/26(月)               | 27(火)                  | 28(水)                                            | 29(木)                                            | 30(金)                                            | 時間  |
| ----- | ----------------------- | ----------------------- | ------------------------------------------------- | ------------------------------------------------- | ------------------------------------------------- | ----- |
| 09:00 | レギュラー番組への道    | レギュラー番組への道    | レギュラー番組への道                              | レギュラー番組への道                              | カラフル! スペシャル                              | 09:00 |
| 09:30 | ヴィランの言い分        | ヴィランの言い分        | ヴィランの言い分                                  | ピタゴラミングスイッチ3                           | リフォーマーズの杖                                | 09:30 |
| 09:50 | ヴィランの言い分        | ヴィランの言い分        | ヴィランの言い分                                  |                                                   | リフォーマーズの杖                                | 09:50 |
| 時間  | 16:40-17:00             | 16:40-17:00             | 16:40-17:00                                       | 16:40-17:00                                       | 16:40-17:00                                       | 時間  |
| 時間  | 12/26(月)               | 27(火)                  | 28(水)                                            | 29(木)                                            | 30(金)                                            | 時間  |
| 16:40 | モノ・マネー            | モノ・マネー            | オープンクラス! NHK for School がひらく新しい学び | オープンクラス! NHK for School がひらく新しい学び | オープンクラス! NHK for School がひらく新しい学び | 16:40 |
| 16:50 | わたしのプレイリスト    | わたしのプレイリスト    | わたしのプレイリスト                              | わたしのプレイリスト                              | わたしのプレイリスト                              | 16:50 |
| 16:55 | ギョふんでサカナ★スター | ギョふんでサカナ★スター | ギョふんでサカナ★スター                           | ギョふんでサカナ★スター                           | ギョふんでサカナ★スター                           | 16:55 |

| 時間  | 09:00-10:00                | 09:00-10:00  | 09:00-10:00                                     | 09:00-10:00                        | 09:00-10:00                                | 時間  |
| 時間  | 1/2(月)                    | 3(火)        | 4(水)                                           | 5(木)                              | 6(金)                                      | 時間  |
| ----- | -------------------------- | ------------ | ----------------------------------------------- | ---------------------------------- | ------------------------------------------ | ----- |
| 09:00 |                            |              | ねこのめ美じゅつかん こたつでまるまるアートする | NHKスペシャル 『キラキラムチュー』 | NHKスペシャル 『玉鋼（たまはがね）に挑む』 | 09:00 |
| 09:45 | 手話で楽しむみんなのテレビ | 09:45        |                                                 | NHKスペシャル 『キラキラムチュー』 | NHKスペシャル 『玉鋼（たまはがね）に挑む』 |       |
| 09:50 | 手話で楽しむみんなのテレビ |              | わたしのプレイリスト                            | 09:50                              |                                            |       |
| 時間  | 16:40-17:00                | 16:40-17:00  | 16:40-17:00                                     | 16:40-17:00                        | 16:40-17:00                                | 時間  |
| 時間  | 1/2(月)                    | 3(火)        | 4(水)                                           | 5(木)                              | 6(金)                                      | 時間  |
| 16:40 |                            |              | キミも防災サバイバー!                           | アッ!とメディア                    | アッ!とメディア                            | 16:40 |
| 16:50 | ウチのどうぶつえん         | キキとカンリ | キキとカンリ                                    | 16:50                              |                                            |       |

#### 春休み（2022年度）

##### タイムテーブル（2022年度 春休み）
| 時間  | 09:00-10:00                             | 09:00-10:00                                        | 09:00-10:00                              | 09:00-10:00                                           | 09:00-10:00                                     | 時間  |
| 時間  | 3/20(月)                                | 21(火)                                             | 22(水)                                   | 23(木)                                                | 24(金)                                          | 時間  |
| ----- | --------------------------------------- | -------------------------------------------------- | ---------------------------------------- | ----------------------------------------------------- | ----------------------------------------------- | ----- |
| 09:00 | NHKスペシャル 『恐竜超世界』            | アニメ おしりたんてい コズミックフロント〜恐竜編〜 | テレどーも!                              | バビブベボディ 出前授業 カラダ大冒険！ 運動は最高の薬 | ムジカ・ピッコリーノ「ムジカドクターよ 永遠に」 | 09:00 |
| 09:25 | NHKスペシャル 『恐竜超世界』            | マイプとティラノの恐竜ダイすき                     | テレどーも!                              | バビブベボディ 出前授業 カラダ大冒険！ 運動は最高の薬 | ムジカ・ピッコリーノ「ムジカドクターよ 永遠に」 | 09:25 |
| 09:30 | NHKスペシャル 『恐竜超世界』            | マイプとティラノの恐竜ダイすき                     | 手話アニメーション『しゅわわん!』        | 手話アニメーション『しゅわわん!』                     | 手話アニメーション『しゅわわん!』               | 09:30 |
| 09:35 | NHKスペシャル 『恐竜超世界』            | おとうさんといっしょ 新年度PR                      | ズームジャパン                           | ズームジャパン                                        | ズームジャパン                                  | 09:35 |
| 09:40 | NHKスペシャル 『恐竜超世界』            | ヴィランの言い分がやってくる! 新番組PR             | ズームジャパン                           | ズームジャパン                                        | ズームジャパン                                  | 09:40 |
| 09:45 | NHKスペシャル 『恐竜超世界』            | まなブー!コンシェルジュ                            | アニメ『それしか ないわけ ないでしょう』 | オハ!よ〜いどん＆夜もオハ!よ〜いどん 新年度PR         | ようこそ!楽しい学びの入り口へ NHK for School    | 09:45 |
| 09:50 | マイプとティラノの恐竜ダイすき          | まなブー!コンシェルジュ                            | アニメ『それしか ないわけ ないでしょう』 |                                                       | ようこそ!楽しい学びの入り口へ NHK for School    | 09:50 |
| 09:55 | マイプとティラノの恐竜ダイすき          | 出川哲朗のクイズほぉ〜スクール 新年度PR            | えいごであそぼ Meets the World 新番組PR  | チコ×おしりたんてい PR                                | 09:55                                           |       |
| 09:59 | マイプとティラノの恐竜ダイすき          | 出川哲朗のクイズほぉ〜スクール 新年度PR            | えいごであそぼ Meets the World 新番組PR  | ヴィランの言い分がやってくる! 新番組PR                | 09:59                                           |       |
| 時間  | 16:40-17:00                             | 16:40-17:00                                        | 16:40-17:00                              | 16:40-17:00                                           | 16:40-17:00                                     | 時間  |
| 時間  | 3/20(月)                                | 21(火)                                             | 22(水)                                   | 23(木)                                                | 24(金)                                          | 時間  |
| 16:40 |                                         |                                                    |                                          | わたしのプレイリスト                                  |                                                 | 16:40 |
| 16:50 | 出川哲朗のクイズほぉ〜スクール 新年度PR | 16:50                                              |                                          |                                                       |                                                 |       |
| 16:55 | おとうさんといっしょ 新年度PR           | 16:55                                              |                                          |                                                       |                                                 |       |

| 時間  | 09:00-10:00                            | 09:00-10:00                                        | 09:00-10:00                                        | 09:00-10:00                                        | 09:00-10:00                | 時間  |
| 時間  | 3/27(月)                               | 28(火)                                             | 29(水)                                             | 30(木)                                             | 31(金)                     | 時間  |
| ----- | -------------------------------------- | -------------------------------------------------- | -------------------------------------------------- | -------------------------------------------------- | -------------------------- | ----- |
| 09:00 | すイエんサー                           | きくみるしるしる                                   | きくみるしるしる                                   | きくみるしるしる                                   | きくみるしるしる           | 09:00 |
| 09:05 | すイエんサー                           | おしりたんてい×チコちゃんに叱られる!               | みんな集まれ!こどもうたまつり                      | ピタゴラとくばん 失敗にへこたれるなスイッチ        | 天才てれびくんhello,       | 09:05 |
| 09:25 | アートではじける!子どもの力            | おしりたんてい×チコちゃんに叱られる!               | みんな集まれ!こどもうたまつり                      | ピタゴラとくばん 失敗にへこたれるなスイッチ        | 天才てれびくんhello,       | 09:25 |
| 09:30 | アートではじける!子どもの力            | おしりたんてい×チコちゃんに叱られる!               | みんな集まれ!こどもうたまつり                      | ピタゴラとくばん 失敗にへこたれるなスイッチ        | 生きものさんいらっしゃい！ | 09:30 |
| 09:35 | アートではじける!子どもの力            | ヘンテナ                                           | みんな集まれ!こどもうたまつり                      | ウチのどうぶつえん                                 | 生きものさんいらっしゃい！ | 09:35 |
| 09:45 | アートではじける!子どもの力            | みたてるふぉーぜ                                   | みんな集まれ!こどもうたまつり                      | 5分でわかる理科                                    | 生きものさんいらっしゃい！ | 09:45 |
| 09:50 | アートではじける!子どもの力            | みたてるふぉーぜ                                   | Nコン90!みんなで歌おう 第90回NHK学校音楽コンクール | アッ!とメディア                                    | 生きものさんいらっしゃい！ | 09:50 |
| 09:55 | てぃ先生の子育てレスキュー             | ウェルカム!よきまるハウス 新年度PR                 | Nコン90!みんなで歌おう 第90回NHK学校音楽コンクール | アッ!とメディア                                    | 生きものさんいらっしゃい！ | 09:55 |
| 09:59 | ヴィランの言い分がやってくる! 新番組PR | ウェルカム!よきまるハウス 新年度PR                 | Nコン90!みんなで歌おう 第90回NHK学校音楽コンクール | アッ!とメディア                                    | 生きものさんいらっしゃい！ | 09:59 |
| 時間  | 16:30-17:00                            | 16:30-17:00                                        | 16:30-17:00                                        | 16:30-17:00                                        | 16:30-17:00                | 時間  |
| 時間  | 3/27(月)                               | 28(火)                                             | 29(水)                                             | 30(木)                                             | 31(金)                     | 時間  |
| 16:30 |                                        | 姫とボクはわからないっ                             |                                                    |                                                    |                            | 16:30 |
| 16:40 | きくみるしるしる                       | きくみるしるしる                                   | きくみるしるしる                                   | きくみるしるしる                                   | 16:40                      |       |
| 16:45 | テレどーも! 新年度PR                   | Nコン90!みんなで歌おう 第90回NHK学校音楽コンクール | 5分でわかる理科                                    | Nコン90!みんなで歌おう 第90回NHK学校音楽コンクール | 16:45                      |       |
| 16:50 | アイラブみー                           | アイラブみー                                       | アッ!とメディア                                    | Nコン90!みんなで歌おう 第90回NHK学校音楽コンクール | 16:50                      |       |

### 2023年度

#### 夏休み（2023年度）
午前中は7月17日から当該時間帯の特別編成をスタートしたが、夕方については7月17日から21日まで学校放送を通常通り行い、7月24日より特別編成を開始した。

##### タイムテーブル（2023年度 夏休み）
| 時間  | 09:00-10:20                           | 09:00-10:20                                     | 09:00-10:20            | 09:00-10:20                       | 09:00-10:20      | 時間  |
| 時間  | 7/17(月)                              | 18(火)                                          | 19(水)                 | 20(木)                            | 21(金)           | 時間  |
| ----- | ------------------------------------- | ----------------------------------------------- | ---------------------- | --------------------------------- | ---------------- | ----- |
| 09:00 | アニメ映画「小さなバイキング ビッケ」 | 手話アニメーション「しゅわわん!」               | デイナの恐竜図鑑       | デイナの恐竜図鑑                  | デイナの恐竜図鑑 | 09:00 |
| 09:15 | アニメ映画「小さなバイキング ビッケ」 | ハートネットTV #ろうなん 7月号 子どもスペシャル | デイナの恐竜図鑑       | デイナの恐竜図鑑                  | デイナの恐竜図鑑 | 09:15 |
| 09:45 | アニメ映画「小さなバイキング ビッケ」 | もしものがんこちゃん                            | もしものがんこちゃん   | 手話アニメーション「しゅわわん!」 | できるかな       | 09:45 |
| 09:55 | アニメ映画「小さなバイキング ビッケ」 | Nコン90!みんなで歌おう                          | Nコン90!みんなで歌おう | 手話アニメーション「しゅわわん!」 | できるかな       | 09:55 |
| 10:00 | アニメ映画「小さなバイキング ビッケ」 |                                                 |                        |                                   |                  | 10:00 |
| 10:15 | Nコン90!みんなで歌おう                | 10:15                                           |                        |                                   |                  |       |

| 時間  | 09:00-10:00                    | 09:00-10:00                    | 09:00-10:00                       | 09:00-10:00                                | 09:00-10:00                                | 時間  |
| 時間  | 7/24(月)                       | 25(火)                         | 26(水)                            | 27(木)                                     | 28(金)                                     | 時間  |
| ----- | ------------------------------ | ------------------------------ | --------------------------------- | ------------------------------------------ | ------------------------------------------ | ----- |
| 09:00 | デイナの恐竜図鑑               | デイナの恐竜図鑑               | デイナの恐竜図鑑                  | デイナの恐竜図鑑                           | ピタゴラミングスイッチ                     | 09:00 |
| 09:20 | デイナの恐竜図鑑               | デイナの恐竜図鑑               | デイナの恐竜図鑑                  | デイナの恐竜図鑑                           | Nコン90!みんなで歌おう                     | 09:20 |
| 09:25 | デイナの恐竜図鑑               | デイナの恐竜図鑑               | デイナの恐竜図鑑                  | おはなしぽんぽん!～ABUアジア子どもドラマ～ | おはなしぽんぽん!～ABUアジア子どもドラマ～ | 09:25 |
| 09:45 | できるかな                     | できるかな                     | できるかな                        | おはなしぽんぽん!～ABUアジア子どもドラマ～ | おはなしぽんぽん!～ABUアジア子どもドラマ～ | 09:45 |
| 時間  | 16:40-17:00                    | 16:40-17:00                    | 16:40-17:00                       | 16:40-17:00                                | 16:40-17:00                                | 時間  |
| 時間  | 7/24(月)                       | 25(火)                         | 26(水)                            | 27(木)                                     | 28(金)                                     | 時間  |
| 16:40 | マイプとティラノの恐竜ダイすき | マイプとティラノの恐竜ダイすき | 手話アニメーション「しゅわわん!」 | 手話アニメーション「しゅわわん!」          | 手話アニメーション「しゅわわん!」          | 16:40 |
| 16:45 | ギョふんでサカナ★スター        | ギョふんでサカナ★スター        | 手話アニメーション「しゅわわん!」 | 手話アニメーション「しゅわわん!」          | 手話アニメーション「しゅわわん!」          | 16:45 |
| 16:50 | アイラブみー                   | アイラブみー                   | アイラブみー                      | アイラブみー                               | アイラブみー                               | 16:50 |

| 時間  | 09:00-10:00                                | 09:00-10:00                                           | 09:00-10:00                | 09:00-10:00                              | 09:00-10:00                              | 時間  |
| 時間  | 7/31(月)                                   | 8/1(火)                                               | 2(水)                      | 3(木)                                    | 4(金)                                    | 時間  |
| ----- | ------------------------------------------ | ----------------------------------------------------- | -------------------------- | ---------------------------------------- | ---------------------------------------- | ----- |
| 09:00 | ピタゴラミングスイッチ                     | ピタゴラミングスイッチ                                | 美麗ASIA                   | ギョギョッとサカナ★スター                | アラスカ・大自然の話をしよう             | 09:00 |
| 09:20 | Nコン90!みんなで歌おう                     | おかあさんといっしょ「うたのリクエスト 夏スペシャル」 | 美麗ASIA                   | ギョギョッとサカナ★スター                | アラスカ・大自然の話をしよう             | 09:20 |
| 09:25 | おはなしぽんぽん!～ABUアジア子どもドラマ～ | おかあさんといっしょ「うたのリクエスト 夏スペシャル」 | 美麗ASIA                   | ギョギョッとサカナ★スター                | アラスカ・大自然の話をしよう             | 09:25 |
| 09:30 | おはなしぽんぽん!～ABUアジア子どもドラマ～ | おかあさんといっしょ「うたのリクエスト 夏スペシャル」 | 美麗ASIA                   | リフォーマーズの杖                       | 世界サンライズツアー                     | 09:30 |
| 09:50 | おはなしぽんぽん!～ABUアジア子どもドラマ～ | えいごであそぼ Meets the World                        | 美麗ASIA                   | リフォーマーズの杖                       | 世界サンライズツアー                     | 09:50 |
| 09:55 | おはなしぽんぽん!～ABUアジア子どもドラマ～ | Nコン90!みんなで歌おう                                | 美麗ASIA                   | Nコン90!みんなで歌おう                   | 世界サンライズツアー                     | 09:55 |
| 時間  | 16:10-17:00                                | 16:10-17:00                                           | 16:10-17:00                | 16:10-17:00                              | 16:10-17:00                              | 時間  |
| 時間  | 7/31(月)                                   | 8/1(火)                                               | 2(水)                      | 3(木)                                    | 4(金)                                    | 時間  |
| 16:10 | 映画 深海のサバイバル!                     | びじゅチューン! コンサート in 富士河口湖町            | プチプチ・アニメ イッキ見! | アニメ おしりたんてい コズミックフロント | みいつけた! ステージでショー〜おおさか〜 | 16:10 |
| 16:50 | もしものがんこちゃん                       | びじゅチューン! コンサート in 富士河口湖町            | プチプチ・アニメ イッキ見! | アニメ おしりたんてい コズミックフロント | みいつけた! ステージでショー〜おおさか〜 | 16:50 |
| 16:55 | もしものがんこちゃん                       | びじゅチューン! コンサート in 富士河口湖町            | プチプチ・アニメ イッキ見! | アニメ おしりたんてい コズミックフロント | Nコン90!みんなで歌おう                   | 16:55 |

| 時間  | 09:00-10:00                    | 09:00-10:00                                    | 09:00-10:00                      | 09:00-10:00                      | 09:00-10:00                                         | 時間  |
| 時間  | 8/7(月)                        | 8(火)                                          | 9(水)                            | 10(木)                           | 11(金)                                              | 時間  |
| ----- | ------------------------------ | ---------------------------------------------- | -------------------------------- | -------------------------------- | --------------------------------------------------- | ----- |
| 09:00 | N響×青のオーケストラコンサート | おかあさんといっしょファミリーコンサート2023春 | 漂流兄妹〜理科の知識で大脱出!?〜 | 漂流兄妹〜理科の知識で大脱出!?〜 | 太田光のつぶやき英語                                | 09:00 |
| 09:30 | N響×青のオーケストラコンサート | おかあさんといっしょファミリーコンサート2023春 | 漂流兄妹〜理科の知識で大脱出!?〜 | 漂流兄妹〜理科の知識で大脱出!?〜 | ストレッチマンGO! あたらしい▲（とんがり）スペシャル | 09:30 |
| 時間  | 16:40-17:00                    | 16:40-17:00                                    | 16:40-17:00                      | 16:40-17:00                      | 16:40-17:00                                         | 時間  |
| 時間  | 8/7(月)                        | 8(火)                                          | 9(水)                            | 10(木)                           | 11(金)                                              | 時間  |
| 16:40 | ピタゴラスイッチ               | ピタゴラミングスイッチ                         | ピタゴラミングスイッチ           | ピタゴラミングスイッチ           |                                                     | 16:40 |

| 時間  | 09:00-10:00          | 09:00-10:00                        | 09:00-10:00                   | 09:00-10:00                                                    | 09:00-10:00                                       | 時間  |
| 時間  | 8/14(月)             | 15(火)                             | 16(水)                        | 17(木)                                                         | 18(金)                                            | 時間  |
| ----- | -------------------- | ---------------------------------- | ----------------------------- | -------------------------------------------------------------- | ------------------------------------------------- | ----- |
| 09:00 | 萌え断               | 都会のロキ アーバンスポーツ×物理学 | 科学でせまる 極上おいしい手帖 | スマホで昆虫ズカーン!                                          | 絶景かな 描いてみるかな                           | 09:00 |
| 09:30 | キラキラムチュー     | キラキラムチュー                   | 自由研究55                    | 10周年だよ!キッチン戦隊クックルン 歴代メンバー大集合スペシャル | えいごであそぼ Meets the World 夏スペシャル       | 09:30 |
| 09:55 | キラキラムチュー     | キラキラムチュー                   | シチズンラボ セミ大調査       | 10周年だよ!キッチン戦隊クックルン 歴代メンバー大集合スペシャル | えいごであそぼ Meets the World 夏スペシャル       | 09:55 |
| 時間  | 16:40-17:00          | 16:40-17:00                        | 16:40-17:00                   | 16:40-17:00                                                    | 16:40-17:00                                       | 時間  |
| 時間  | 8/14(月)             | 15(火)                             | 16(水)                        | 17(木)                                                         | 18(金)                                            | 時間  |
| 16:40 | ウチのどうぶつえん   | わたしのプレイリスト               | わたしのプレイリスト          | 姫とボクはわからないっ                                         | オープンクラス! NHK for School がひらく新しい学び | 16:40 |
| 16:50 | わたしのプレイリスト | わたしのプレイリスト               | わたしのプレイリスト          | 姫とボクはわからないっ                                         | オープンクラス! NHK for School がひらく新しい学び | 16:50 |
| 16:55 | わたしのプレイリスト | わたしのプレイリスト               | わたしのプレイリスト          | 姫とボクはわからないっ                                         | シチズンラボ セミ大調査                           | 16:55 |

#### 冬休み（2023年度）

##### タイムテーブル（2023年度 冬休み）
| 時間  | 09:00-10:00                      | 09:00-10:00                      | 09:00-10:00                      | 09:00-10:00                      | 09:00-10:00                      | 時間  |
| 時間  | 12/18(月)                        | 19(火)                           | 20(水)                           | 21(木)                           | 22(金)                           | 時間  |
| ----- | -------------------------------- | -------------------------------- | -------------------------------- | -------------------------------- | -------------------------------- | ----- |
| 09:00 | ミルドレッドの魔女学校 シーズン3 | ミルドレッドの魔女学校 シーズン3 | ミルドレッドの魔女学校 シーズン3 | ミルドレッドの魔女学校 シーズン3 | ミルドレッドの魔女学校 シーズン3 | 09:00 |
| 09:50 | へんテナ                         | へんテナ                         | へんテナ                         | へんテナ                         | へんテナ                         | 09:50 |
| 時間  | 16:40-17:00                      | 16:40-17:00                      | 16:40-17:00                      | 16:40-17:00                      | 16:40-17:00                      | 時間  |
| 時間  | 12/18(月)                        | 19(火)                           | 20(水)                           | 21(木)                           | 22(金)                           | 時間  |
| 16:40 | ピタゴラスイッチ                 | ピタゴラスイッチ                 | みたてるふぉーぜ                 | みたてるふぉーぜ                 | みたてるふぉーぜ                 | 16:40 |
| 16:50 | ノージーのレッツ!ひらめき工房    | ウチのどうぶつえん               | はりきり体育ノ介                 | はりきり体育ノ介                 | 歴史にドキリ                     | 16:50 |

| 時間  | 09:00-10:00                      | 09:00-10:00                                               | 09:00-10:00                                          | 09:00-10:00                                       | 09:00-10:00                           | 時間  |
| 時間  | 12/25(月)                        | 26(火)                                                    | 27(水)                                               | 28(木)                                            | 29(金)                                | 時間  |
| ----- | -------------------------------- | --------------------------------------------------------- | ---------------------------------------------------- | ------------------------------------------------- | ------------------------------------- | ----- |
| 09:00 | ミルドレッドの魔女学校 シーズン3 | ミルドレッドの魔女学校 シーズン3                          | 小学生ロボコン アイデアは無限!〜小学生ロボコン2023〜 | キラキラムチュー                                  | キラキラムチュー                      | 09:00 |
| 09:25 | ミルドレッドの魔女学校 シーズン3 | えいごであそぼ Meets the World きゃりーと世界のクリスマス | 小学生ロボコン アイデアは無限!〜小学生ロボコン2023〜 | キラキラムチュー                                  | キラキラムチュー                      | 09:25 |
| 09:30 | ミルドレッドの魔女学校 シーズン3 | えいごであそぼ Meets the World きゃりーと世界のクリスマス | 小学生ロボコン アイデアは無限!〜小学生ロボコン2023〜 | カラフル!                                         | パピプペボディ 出前授業 カラダ大冒険! | 09:30 |
| 09:45 | ミルドレッドの魔女学校 シーズン3 | えいごであそぼ Meets the World きゃりーと世界のクリスマス | パピプペボディ                                       | パピプペボディ                                    | パピプペボディ 出前授業 カラダ大冒険! | 09:45 |
| 09:50 | おはなしのくに                   | えいごであそぼ Meets the World きゃりーと世界のクリスマス | パピプペボディ                                       | パピプペボディ                                    | パピプペボディ 出前授業 カラダ大冒険! | 09:50 |
| 09:55 | おはなしのくに                   | びじゅチューン!                                           | パピプペボディ                                       | パピプペボディ                                    | パピプペボディ 出前授業 カラダ大冒険! | 09:55 |
| 時間  | 16:10-17:00                      | 16:10-17:00                                               | 16:10-17:00                                          | 16:10-17:00                                       | 16:10-17:00                           | 時間  |
| 時間  | 12/25(月)                        | 25(火)                                                    | 27(水)                                               | 28(木)                                            | 29(金)                                | 時間  |
| 16:10 |                                  |                                                           |                                                      |                                                   | 沼にハマってきいてみた                | 16:10 |
| 16:40 | パピプペボディ                   | パピプペボディ                                            | オープンクラス! NHK for School がひらく新しい学び    | オープンクラス! NHK for School がひらく新しい学び | 沼にハマってきいてみた                | 16:40 |
| 16:55 | アニメ ざんねんないきもの事典    | アニメ ざんねんないきもの事典                             | アニメ ざんねんないきもの事典                        | アニメ ざんねんないきもの事典                     | アニメ ざんねんないきもの事典         | 16:55 |

| 時間  | 09:00-10:00                       | 09:00-10:00      | 09:00-10:00 | 09:00-10:00               | 09:00-10:00                              | 時間  |
| 時間  | 1/1(月)                           | 2(火)            | 3(水)       | 4(木)                     | 5(金)                                    | 時間  |
| ----- | --------------------------------- | ---------------- | ----------- | ------------------------- | ---------------------------------------- | ----- |
| 09:00 |                                   |                  |             | かぞえるひとたち counters | おかあさんといっしょファミリーコンサート | 09:00 |
| 09:30 | 激突!合戦将棋 姉川の戦い          | 09:30            |             |                           | おかあさんといっしょファミリーコンサート |       |
| 時間  | 16:40-17:00                       | 16:40-17:00      | 16:40-17:00 | 16:40-17:00               | 16:40-17:00                              | 時間  |
| 時間  | 1/1(月)                           | 2(火)            | 3(水)       | 4(木)                     | 5(金)                                    | 時間  |
| 16:40 |                                   |                  |             | 姫とボクはわからないっ    | 姫とボクはわからないっ                   | 16:40 |
| 16:50 | プチプチ・アニメ お正月スペシャル | テナーニテナーニ | 16:50       |                           |                                          |       |

#### 春休み（2023年度）

##### タイムテーブル（2023年度 春休み）
| 時間  | 09:00-10:00                                    | 09:00-10:00                                    | 09:00-10:00                                    | 09:00-10:00                                         | 09:00-10:00                   | 時間  |
| 時間  | 3/18(月)                                       | 19(火)                                         | 20(水)                                         | 21(木)                                              | 22(金)                        | 時間  |
| ----- | ---------------------------------------------- | ---------------------------------------------- | ---------------------------------------------- | --------------------------------------------------- | ----------------------------- | ----- |
| 09:00 |                                                | キラキラムチュー                               | 5分でわかる理科スペシャル りかのワンダーランド | しまった!〜統計データで情報活用スキルアップ〜       | コマ撮りアニメ ルカと太陽の花 | 09:00 |
| 09:30 | エイゴビート                                   | エイゴビート                                   |                                                | KOMADORIチャレンジ〜Supported by プチプチ・アニメ〜 | 09:30                         |       |
| 09:40 | エイゴビート                                   | エイゴビート                                   | アイラブみー                                   | 09:40                                               |                               |       |
| 09:50 | 光る君へ×おじゃる丸コラボ 平安ツアーでおじゃる | 光る君へ×おじゃる丸コラボ 平安ツアーでおじゃる | 光る君へ×おじゃる丸コラボ 平安ツアーでおじゃる | 09:50                                               |                               |       |
| 時間  | 16:45-17:00                                    | 16:45-17:00                                    | 16:45-17:00                                    | 16:45-17:00                                         | 16:45-17:00                   | 時間  |
| 時間  | 3/18(月)                                       | 19(火)                                         | 20(水)                                         | 21(木)                                              | 22(金)                        | 時間  |
| 16:45 |                                                |                                                | わたしのプレイリスト                           | スクる!                                             |                               | 16:45 |
| 16:50 | ズームジャパン                                 | 16:50                                          | わたしのプレイリスト                           |                                                     |                               |       |
| 16:55 | ズームジャパン                                 | アニメ ざんねんないきもの事典                  | 16:55                                          |                                                     |                               |       |

| 時間  | 09:00-10:00                                       | 09:00-10:00                                    | 09:00-10:00                                       | 09:00-10:00                                                       | 09:00-10:00                                                    | 時間  |
| 時間  | 3/25(月)                                          | 26(火)                                         | 27(水)                                            | 28(木)                                                            | 29(金)                                                         | 時間  |
| ----- | ------------------------------------------------- | ---------------------------------------------- | ------------------------------------------------- | ----------------------------------------------------------------- | -------------------------------------------------------------- | ----- |
| 09:00 |                                                   | キラキラムチュー                               |                                                   | ニャンちゅう!宇宙!放送チュー! 公開収録「宇宙に夢チュー!」in東京都 | 生きもの・どアップ! 超ミクロハンター〜命を支える「毛」の秘密〜 | 09:00 |
| 09:25 | ワルイコあつまれ 新年度PR                         | キラキラムチュー                               | 09:25                                             |                                                                   | 生きもの・どアップ! 超ミクロハンター〜命を支える「毛」の秘密〜 |       |
| 09:30 | スピーク・ロー 10分版                             | 光る君へ×おじゃる丸コラボ 平安ツアーでおじゃる | ピタゴラミングスイッチ                            | 09:30                                                             |                                                                |       |
| 09:40 | アイラブみー                                      | 光る君へ×おじゃる丸コラボ 平安ツアーでおじゃる | ピタゴラミングスイッチ                            | 09:40                                                             |                                                                |       |
| 09:50 | 光る君へ×おじゃる丸コラボ 平安ツアーでおじゃる    | 光る君へ×おじゃる丸コラボ 平安ツアーでおじゃる | みたてるふぉーぜ                                  | 09:50                                                             |                                                                |       |
| 時間  | 16:40-17:00                                       | 16:40-17:00                                    | 16:40-17:00                                       | 16:40-17:00                                                       | 16:40-17:00                                                    | 時間  |
| 時間  | 3/27(月)                                          | 28(火)                                         | 29(水)                                            | 30(木)                                                            | 31(金)                                                         | 時間  |
| 16:40 |                                                   | アニメ ざんねんないきもの事典                  | ワルイコあつまれ 新年度PR                         | まなブー!コンシェルジュ                                           |                                                                | 16:40 |
| 16:45 | オープンクラス! NHK for School がひらく新しい学び | パピプペボディ                                 | アイラブみー PR                                   | まなブー!コンシェルジュ                                           | アニメ ざんねんないきもの事典                                  | 16:45 |
| 16:50 | オープンクラス! NHK for School がひらく新しい学び | パピプペボディ                                 | ようこそ!楽しい学びの入り口へ NHK for School 2024 | ヘンテナ                                                          | ヘンテナ                                                       | 16:50 |

### 2024年度

#### 夏休み（2024年度）
この年度より、学校放送の一部番組で集中再放送を3年ぶりに再開している。ただし、あくまで『子ども番組』としての放送であり、『テレビクラブ』の復活・再開というわけではない。

##### タイムテーブル（2024年度 夏休み）
| 時間  | 09:00-10:00                       | 09:00-10:00                       | 09:00-10:00                       | 09:00-10:00                 | 09:00-10:00                   | 時間  |
| 時間  | 7/22(月)                          | 23(火)                            | 24(水)                            | 25(木)                      | 26(金)                        | 時間  |
| ----- | --------------------------------- | --------------------------------- | --------------------------------- | --------------------------- | ----------------------------- | ----- |
| 09:00 | デイナの恐竜図鑑3                 | デイナの恐竜図鑑3                 | デイナの恐竜図鑑3                 | デイナの恐竜図鑑3           | デイナの恐竜図鑑3             | 09:00 |
| 09:45 | 姫とボクはわからないっ            | 姫とボクはわからないっ            | 姫とボクはわからないっ            | 姫とボクはわからないっ      | 姫とボクはわからないっ        | 09:45 |
| 09:55 | 手話アニメーション「しゅわわん!」 | 手話アニメーション「しゅわわん!」 | 手話アニメーション「しゅわわん!」 | スクる!                     | アニメ ざんねんないきもの事典 | 09:55 |
| 時間  | 16:40-17:00                       | 16:40-17:00                       | 16:40-17:00                       | 16:40-17:00                 | 16:40-17:00                   | 時間  |
| 時間  | 7/22(月)                          | 23(火)                            | 24(水)                            | 25(木)                      | 26(金)                        | 時間  |
| 16:40 | テイクテック2.0                   | 10min.ボックス テイクテック       | 10min.ボックス テイクテック       | 10min.ボックス テイクテック | はりきり体育ノ介              | 16:40 |
| 16:50 | ツクランカー                      | ツクランカー                      | ツクランカー                      | ツクランカー                | ツクランカー                  | 16:50 |

| 時間  | 09:00-10:00                              | 09:00-10:00                              | 09:00-10:00                              | 09:00-10:00                                                             | 09:00-10:00                             | 時間  |
| 時間  | 7/29(月)                                 | 30(火)                                   | 31(水)                                   | 8/1(木)                                                                 | 2(金)                                   | 時間  |
| ----- | ---------------------------------------- | ---------------------------------------- | ---------------------------------------- | ----------------------------------------------------------------------- | --------------------------------------- | ----- |
| 09:00 | デイナの恐竜図鑑3                        | デイナの恐竜図鑑3                        | デイナの恐竜図鑑3                        | オープンクラス! NHK for School がひらく新しい学び                       | スマホで昆虫ズカーン!                   | 09:00 |
| 09:15 | デイナの恐竜図鑑3                        | デイナの恐竜図鑑3                        | デイナの恐竜図鑑3                        | もしものがんこちゃん                                                    | スマホで昆虫ズカーン!                   | 09:15 |
| 09:25 | こども・エール!～ABUアジア子どもドラマ～ | こども・エール!～ABUアジア子どもドラマ～ | こども・エール!～ABUアジア子どもドラマ～ | アニメ ざんねんないきもの事典                                           | スマホで昆虫ズカーン!                   | 09:25 |
| 09:30 | こども・エール!～ABUアジア子どもドラマ～ | こども・エール!～ABUアジア子どもドラマ～ | こども・エール!～ABUアジア子どもドラマ～ | ピタゴラスイッチ「ビーだま・ビーすけ おどろきの秘密 大公開スペシャル!」 | 小学生の基礎英語 on TV 夏休みスペシャル | 09:30 |
| 時間  | 16:40-17:00                              | 16:40-17:00                              | 16:40-17:00                              | 16:40-17:00                                                             | 16:40-17:00                             | 時間  |
| 時間  | 7/29(月)                                 | 30(火)                                   | 31(水)                                   | 8/1(木)                                                                 | 2(金)                                   | 時間  |
| 16:40 | はりきり体育ノ介                         | はりきり体育ノ介                         | はりきり体育ノ介                         | はりきり体育ノ介                                                        | 祭り10min.                              | 16:40 |
| 16:50 | キキとカンリ                             | キキとカンリ                             | キキとカンリ                             | もしものがんこちゃん                                                    | もしものがんこちゃん                    | 16:50 |

| 時間  | 09:00-10:00                                     | 09:00-10:00                                     | 09:00-10:00                                    | 09:00-10:00        | 09:00-10:00        | 時間  |
| 時間  | 8/5(月)                                         | 6(火)                                           | 7(水)                                          | 8(木)              | 9(金)              | 時間  |
| ----- | ----------------------------------------------- | ----------------------------------------------- | ---------------------------------------------- | ------------------ | ------------------ | ----- |
| 09:00 | おかあさんといっしょ うたのリクエストスペシャル | おかあさんといっしょ うたのリクエストスペシャル | おかあさんといっしょファミリーコンサート2024春 | 自由研究55         | 自由研究55         | 09:00 |
| 09:25 | おかあさんといっしょ うたのリクエストスペシャル | おかあさんといっしょ うたのリクエストスペシャル | おかあさんといっしょファミリーコンサート2024春 | 5分でわかる理科    | 5分でわかる理科    | 09:25 |
| 09:30 | テレビ 子ども科学電話相談                       | テレビ 子ども科学電話相談                       | おかあさんといっしょファミリーコンサート2024春 | キラキラムチュー   | キラキラムチュー   | 09:30 |
| 時間  | 16:40-17:00                                     | 16:40-17:00                                     | 16:40-17:00                                    | 16:40-17:00        | 16:40-17:00        | 時間  |
| 時間  | 8/5(月)                                         | 6(火)                                           | 7(水)                                          | 8(木)              | 9(金)              | 時間  |
| 16:40 | へんテナ                                        | テナーニテナーニ                                |                                                | MIXびじゅチューン! | MIXびじゅチューン! | 16:40 |
| 16:50 | へんテナ                                        | テナーニテナーニ                                |                                                |                    | 16:50              |       |

| 時間  | 09:00-10:00                                | 09:00-10:00                               | 09:00-10:00                      | 09:00-10:00                      | 09:00-10:00                      | 時間  |
| 時間  | 8/12(月)                                   | 13(火)                                    | 14(水)                           | 15(木)                           | 16(金)                           | 時間  |
| ----- | ------------------------------------------ | ----------------------------------------- | -------------------------------- | -------------------------------- | -------------------------------- | ----- |
| 09:00 |                                            | ものすごい図鑑 ミヤマクワガタ             | 漂流兄妹〜理科の知識で大脱出!?〜 | 漂流兄妹〜理科の知識で大脱出!?〜 | 漂流兄妹〜理科の知識で大脱出!?〜 | 09:00 |
| 09:30 | ビットワールド 100わかデミー賞 授賞式（2） | ビットワールド 100わかクイズ王決定戦（2） | ビストロボイス                   | ビストロボイス                   | 09:30                            |       |
| 時間  | 16:40-17:00                                | 16:40-17:00                               | 16:40-17:00                      | 16:40-17:00                      | 16:40-17:00                      | 時間  |
| 時間  | 8/12(月)                                   | 13(火)                                    | 14(水)                           | 15(木)                           | 16(金)                           | 時間  |
| 16:40 | ピタゴラミングスイッチ                     | ピタゴラミングスイッチ                    | ピタゴラミングスイッチ           | ピタゴラスイッチ                 | ピタゴラミングスイッチ           | 16:40 |
| 16:50 | ピタゴラミングスイッチ                     | ピタゴラミングスイッチ                    | ピタゴラミングスイッチ           | アニメ ざんねんないきもの事典    | ピタゴラミングスイッチ           | 16:50 |
| 16:55 | ピタゴラミングスイッチ                     | ピタゴラミングスイッチ                    | ピタゴラミングスイッチ           |                                  | ピタゴラミングスイッチ           | 16:55 |

| 時間  | 09:00-10:00                                       | 09:00-10:00                                       | 09:00-10:00                 | 09:00-10:00                     | 09:00-10:00                                                           | 時間  |
| 時間  | 8/19(月)                                          | 20(火)                                            | 21(水)                      | 22(木)                          | 23(金)                                                                | 時間  |
| ----- | ------------------------------------------------- | ------------------------------------------------- | --------------------------- | ------------------------------- | --------------------------------------------------------------------- | ----- |
| 09:00 | Eテレタイムマシン うたっておどろんぱ!             | キソ英語を学んでみたら世界とつながった。 総集編   | さすらいのとどうふ犬 シロウ | 違うから面白い!世界と語ルーニャ | ニャンちゅう!宇宙!放送チュー! 地球ニュース「公開収録 神奈川県葉山町」 | 09:00 |
| 09:25 | アイラブみー PR                                   | キソ英語を学んでみたら世界とつながった。 総集編   | さすらいのとどうふ犬 シロウ | 違うから面白い!世界と語ルーニャ | ニャンちゅう!宇宙!放送チュー! 地球ニュース「公開収録 神奈川県葉山町」 | 09:25 |
| 09:30 | しまった!〜情報活用スキルアップ〜                 | しまった!〜情報活用スキルアップ〜                 | 生きものさんいらっしゃい!   | 生きものさんいらっしゃい!       | ピタゴラミングスイッチ                                                | 09:30 |
| 09:50 | しまった!〜情報活用スキルアップ〜                 | しまった!〜情報活用スキルアップ〜                 | 生きものさんいらっしゃい!   | 生きものさんいらっしゃい!       | ウチのどうぶつえん                                                    | 09:50 |
| 時間  | 16:40-17:00                                       | 16:40-17:00                                       | 16:40-17:00                 | 16:40-17:00                     | 16:40-17:00                                                           | 時間  |
| 時間  | 8/19(月)                                          | 20(火)                                            | 21(水)                      | 22(木)                          | 23(金)                                                                | 時間  |
| 16:40 | オープンクラス! NHK for School がひらく新しい学び | オープンクラス! NHK for School がひらく新しい学び | MIXびじゅチューン!          | MIXびじゅチューン!              | 祭り10min.                                                            | 16:40 |
| 16:50 | オープンクラス! NHK for School がひらく新しい学び | オープンクラス! NHK for School がひらく新しい学び | キミなら何つくる?           | キミなら何つくる?               | キミなら何つくる?                                                     | 16:50 |
| 16:55 | アニメ ざんねんないきもの事典                     | アニメ ざんねんないきもの事典                     | キミなら何つくる?           | キミなら何つくる?               | キミなら何つくる?                                                     | 16:55 |

### 2025年度

#### 夏休み（2025年度）

##### タイムテーブル（2025年度 夏休み）
| 時間  | 09:00-10:00                                        | 09:00-10:00             | 09:00-10:00                         | 09:00-10:00                         | 09:00-10:00                         | 時間  |
| 時間  | 7/21(月)                                           | 22(火)                  | 23(水)                              | 24(木)                              | 25(金)                              | 時間  |
| ----- | -------------------------------------------------- | ----------------------- | ----------------------------------- | ----------------------------------- | ----------------------------------- | ----- |
| 09:00 | The Wakey Show 万博WEEK                            | The Wakey Show 万博WEEK | デックスの恐竜図鑑                  | デックスの恐竜図鑑                  | デックスの恐竜図鑑                  | 09:00 |
| 09:40 | ピタゴラミングスイッチ                             | ピタゴラミングスイッチ  | デックスの恐竜図鑑                  | デックスの恐竜図鑑                  | デックスの恐竜図鑑                  | 09:40 |
| 09:45 | ピタゴラミングスイッチ                             | ピタゴラミングスイッチ  | ダーウィン!生きものバトルマスターズ | ダーウィン!生きものバトルマスターズ | ダーウィン!生きものバトルマスターズ | 09:45 |
| 09:55 | ピタゴラミングスイッチ                             | ピタゴラミングスイッチ  | 恐竜超図鑑                          | 恐竜超図鑑                          | 恐竜超図鑑                          | 09:55 |
| 時間  | 15:55-16:15                                        | 15:55-16:15             | 15:55-16:15                         | 15:55-16:15                         | 15:55-16:15                         | 時間  |
| 時間  | 7/21(月)                                           | 22(火)                  | 23(水)                              | 24(木)                              | 25(金)                              | 時間  |
| 15:55 | 姫とボクはわからないっ 子どもも大人も使いすぎ?の巻 | はりきり体育ノ介        | はりきり体育ノ介                    | はりきり体育ノ介                    | はりきり体育ノ介                    | 15:55 |
| 16:05 | 姫とボクはわからないっ 子どもも大人も使いすぎ?の巻 | ツクランカー            | ツクランカー                        | ツクランカー                        | ツクランカー                        | 16:05 |

| 時間  | 09:00-10:00                         | 09:00-10:00                         | 09:00-10:00           | 09:00-10:00                                                         | 09:00-10:00                | 時間  |
| 時間  | 7/28(月)                            | 29(火)                              | 30(水)                | 31(木)                                                              | 8/1(金)                    | 時間  |
| ----- | ----------------------------------- | ----------------------------------- | --------------------- | ------------------------------------------------------------------- | -------------------------- | ----- |
| 09:00 | デックスの恐竜図鑑                  | デックスの恐竜図鑑                  | デックスの恐竜図鑑    | デックスの恐竜図鑑                                                  | それでもヒトはモノをつくる | 09:00 |
| 09:21 | デックスの恐竜図鑑                  | デックスの恐竜図鑑                  | [ 注 6 ]              | デザインあneoメイキングスペシャル                                   | それでもヒトはモノをつくる | 09:21 |
| 09:45 | ダーウィン!生きものバトルマスターズ | ダーウィン!生きものバトルマスターズ | [ 注 6 ]              | デザインあneoメイキングスペシャル                                   | それでもヒトはモノをつくる | 09:45 |
| 09:50 | ダーウィン!生きものバトルマスターズ | ダーウィン!生きものバトルマスターズ | [ 注 6 ]              | デデデデザインて何?!                                                | それでもヒトはモノをつくる | 09:50 |
| 09:55 | 恐竜超図鑑                          | 恐竜超図鑑                          | [ 注 6 ]              | 第92回NHK全国学校音楽コンクール「Nコンフェス課題曲MV部門」スタート! | それでもヒトはモノをつくる | 09:55 |
| 時間  | 15:55-16:15                         | 15:55-16:15                         | 15:55-16:15           | 15:55-16:15                                                         | 15:55-16:15                | 時間  |
| 時間  | 7/28(月)                            | 29(火)                              | 30(水)                | 31(木)                                                              | 8/1(金)                    | 時間  |
| 15:55 | キミも防災サバイバー!               | キミも防災サバイバー!               | キミも防災サバイバー! | キミも防災サバイバー!                                               | キミも防災サバイバー!      | 15:55 |
| 16:05 | テキシコー                          | テキシコー                          | テキシコー            | テキシコー                                                          | テキシコー                 | 16:05 |

| 時間  | 09:00-10:00                                                    | 09:00-10:00                                                | 09:00-10:00                                                         | 09:00-10:00                               | 09:00-10:00                                                         | 時間  |
| 時間  | 8/4(月)                                                        | 5(火)                                                      | 6(水)                                                               | 7(木)                                     | 8(金)                                                               | 時間  |
| ----- | -------------------------------------------------------------- | ---------------------------------------------------------- | ------------------------------------------------------------------- | ----------------------------------------- | ------------------------------------------------------------------- | ----- |
| 09:00 | おかあさんといっしょ うたのリクエストスペシャル ポコポッテイト | 出川哲朗のクイズほぉ〜スクール 夏休みSP 戦時下のこどもたち |                                                                     | 漂流兄妹〜理科の知識で大脱出!?〜          |                                                                     | 09:00 |
| 09:05 | おかあさんといっしょ うたのリクエストスペシャル ポコポッテイト | 出川哲朗のクイズほぉ〜スクール 夏休みSP 戦時下のこどもたち | 漂流兄妹〜理科の知識で大脱出!?〜                                    | 漂流兄妹〜理科の知識で大脱出!?〜          | 09:05                                                               |       |
| 09:30 | ハロー!ちびっこモンスター                                      | 出川哲朗のクイズほぉ〜スクール 夏休みSP 戦時下のこどもたち | 漂流兄妹〜理科の知識で大脱出!?〜                                    | ワンワンわんだーらんど NHKホール公演 前編 | 09:30                                                               |       |
| 09:35 | ハロー!ちびっこモンスター                                      | 出川哲朗のクイズほぉ〜スクール 夏休みSP 戦時下のこどもたち | ピタゴラミングスイッチ                                              | ワンワンわんだーらんど NHKホール公演 前編 | 09:35                                                               |       |
| 09:55 | ハロー!ちびっこモンスター                                      | 出川哲朗のクイズほぉ〜スクール 夏休みSP 戦時下のこどもたち | 第92回NHK全国学校音楽コンクール「Nコンフェス課題曲MV部門」スタート! | ワンワンわんだーらんど NHKホール公演 前編 | 09:55                                                               |       |
| 時間  | 15:55-16:15                                                    | 15:55-16:15                                                | 15:55-16:15                                                         | 15:55-16:15                               | 15:55-16:15                                                         | 時間  |
| 時間  | 8/4(月)                                                        | 5(火)                                                      | 6(水)                                                               | 7(木)                                     | 8(金)                                                               | 時間  |
| 15:55 | 世界を応援しよう! 5大陸セレクション                            | 世界を応援しよう! 5大陸セレクション                        | 世界を応援しよう! 5大陸セレクション                                 | 世界を応援しよう! 5大陸セレクション       | 世界を応援しよう! 5大陸セレクション                                 | 15:55 |
| 16:00 | 5分でわかる時事ニュース～チルシルmini～                        | 5分でわかる時事ニュース～チルシルmini～                    | 5分でわかる時事ニュース～チルシルmini～                             | 5分でわかる時事ニュース～チルシルmini～   | 第92回NHK全国学校音楽コンクール「Nコンフェス課題曲MV部門」スタート! | 16:00 |
| 16:05 | Why!?プログラミング                                            | Why!?プログラミング                                        | Why!?プログラミング                                                 | Why!?プログラミング                       | Why!?プログラミング                                                 | 16:05 |

| 時間  | 09:00-10:00                           | 09:00-10:00                           | 09:00-10:00                                                            | 09:00-10:00                                    | 09:00-10:00                                                   | 時間  |
| 時間  | 8/11(月)                              | 12(火)                                | 13(水)                                                                 | 14(木)                                         | 15(金)                                                        | 時間  |
| ----- | ------------------------------------- | ------------------------------------- | ---------------------------------------------------------------------- | ---------------------------------------------- | ------------------------------------------------------------- | ----- |
| 09:00 |                                       | 自由研究55                            | 自由研究55                                                             | 5分でわかる理科スペシャル りかのワンダーランド | おかあさんといっしょ うたのリクエストスペシャル ファンターネ! | 09:00 |
| 09:25 | こども・エール!～アジア子どもドラマ～ | こども・エール!～アジア子どもドラマ～ | 09:25                                                                  | 5分でわかる理科スペシャル りかのワンダーランド | おかあさんといっしょ うたのリクエストスペシャル ファンターネ! |       |
| 09:30 | こども・エール!～アジア子どもドラマ～ | こども・エール!～アジア子どもドラマ～ | 未来へのバトン 震災・防災を学ぶ                                        | キラキラムチュー                               | 09:30                                                         |       |
| 時間  | 15:55-16:15                           | 15:55-16:15                           | 15:55-16:15                                                            | 15:55-16:15                                    | 15:55-16:15                                                   | 時間  |
| 時間  | 8/11(月)                              | 12(火)                                | 13(水)                                                                 | 14(木)                                         | 15(金)                                                        | 時間  |
| 15:55 | ピタゴラミングスイッチ                | ピタゴラミングスイッチ                | ビーだま・ビーすけ エピソード4 おどろきの仕組み 解説しますぞスペシャル | キミなら何つくる?                              | キミなら何つくる?                                             | 15:55 |
| 16:05 | ピタゴラミングスイッチ                | ピタゴラミングスイッチ                | ビーだま・ビーすけ エピソード4 おどろきの仕組み 解説しますぞスペシャル | さすらいのとどうふ犬 シロウ                    | さすらいのとどうふ犬 シロウ                                   | 16:05 |

#### 主な番組

##### 再放送番組
子供や家族で見られる番組を数多く編成している。Eテレのほか、総合テレビやBSプレミアムで放送された番組の再放送も少なくない。
| 番組名                                 | 期間     | 期間 | 期間 | 期間 | 備考 |
| -------------------------------------- | -------- | ---- | ---- | ---- | --- |
| NHKスペシャル                          | 2022年度 | 夏   | 冬   | 春   | 『ディープ・オーシャン』『恐竜超世界』（2022年度夏）『キラキラムチュー』『玉鋼（たまはがね）に挑む』（2022年度冬）                                                                |
| ギョギョッとサカナ★スター              | 2022年度 | 夏   |      |      | |
| ダーウィンが来た!                      | 2022年度 | 夏   |      |      | |
| LET’S GO! Eテレタイムマシン            | 2022年度 | 夏   |      |      | 『いないいないばあっ!』『おかあさんといっしょ』『クッキンアイドル アイ!マイ!まいん!』の3番組。『いないいないばあっ!』のワンワンが案内役として登場する番組共通のオープニングあり。 |
| チョーさんと見よう！たんけんぼくのまち | 2022年度 | 夏   |      |      | 副音声もチョーさんが担当 |
| ハロー!ちびっこモンスター              | 2022年度 | 夏   |      |      | |
| ワルイコあつまれ                       | 2022年度 | 夏   |      |      | |
| 魔改造の夜 技術者養成学校              | 2022年度 | 夏   |      |      | |
| ザ・バックヤード 知の迷宮の裏側探訪    | 2022年度 | 夏   |      |      | |
| 診療中!こどもネタクリニック            | 2022年度 |      | 冬   |      | |
| レギュラー番組への道                   | 2022年度 |      | 冬   |      | 『まなぶんかい』『科学ニャーズ』『デンジャーレンジャー』の3番組を放送 |
| ヴィランの言い分                       | 2022年度 |      | 冬   |      | |

##### NHK for School の先行放送・パイロット番組
テレビクラブと同様に、当該枠でも一部の学校放送番組の先行放送やパイロット番組が編成されている。
- Why!?プログラミング - 2学期に放送する新作『おいしいハンバーグを焼こう！』『英語で道案内をしよう！』を先行放送。
- ズームジャパン - 小学5年向け社会科のパイロット番組。『新鮮な魚を食べられるワケ』『育てる漁業』の2本を放送。
- 地球は放置してても育たない- 小学4年～中学・高校向け総合学習科のパイロット番組。『放置しないで!飢えのない世界へ』『争いはなぜ起きる?』の2本を放送。（2022年度夏は本放送、冬は再放送として放送された。）

##### オリジナル番組
原則として新作をメインに放送するが、一部番組は再放送の場合がある。※印は、過去にテレビクラブで放送されたことのある番組である。
- 自由研究55
- デザインあneo
- ※ねこのめ美じゅつかん（再放送）
- ※ばくしょん!（再放送）
- ※モノ・マネー
- ※ウチのどうぶつえん
- ※おはなしぽんぽん!～アジア子どもドラマ～
- 猫の手 貸します ～#ボラ活しようよ～
- 思い出鑑賞会 あのころ見てた学校放送 - 思い出トークの中で出演者が視聴する番組として、『おはなしのくに』[注 7]『このまちだいすき』[注 8]『いってみようやってみよう』の3番組が登場
  - 出演者 - 河合郁人（A.B.C-Z）・根本宗子・加納（Aマッソ）

##### レギュラー番組
通常の放送時間とは異なる時間帯で放送。
- MIXびじゅチューン! - 新作『ずーっとキンキラ☆』を放送するほか、『夏の思い出』を再放送。
- 太田光のつぶやき英語 - 夏休み特別編として放送

##### イベント中継収録番組
- にほんごであそぼ コンサート - 石川県の輪島市文化会館にて収録
- おかあさんといっしょファミリーコンサート - NHKホールにて収録

### その他
- Eテレの月曜日19時台[注 9]で2021年度よりスタートした『未来へ 17アクション』のキャンペーン企画『ひろがれ!いろとりどり』で放送される各番組[注 10]は、2022年度の夏休み期間中に該当する8月分の放送を休止して[注 11]、平日の朝と夕方と同様に下記の通り特別編成を行っている。
  - おかあさんといっしょ「うたのリクエスト 夏スペシャル2022」（1週目）
  - ウェルカム!よきまるハウス - 『おとうさんといっしょ』のシュッシュと『みいつけた!』のサボさんがご近所さんという設定で登場。（2週目）
  - 漂流兄妹〜理科の知識で大脱出!?〜（3週目 - 5週目）

#### 大河ドラマと歴史にドキリ / レキデリ
2020年度以降の冬休み期間中は、大河ドラマの次期作の関連番組として『歴史にドキリ』又は『アクティブ10 レキデリ』のいずれかを放送する。基本的に登場人物（特に大河ドラマの主人公）をメインにする場合には『歴史にドキリ』を、時代背景をメインにする場合には『レキデリ』を放送する。
| 年   | 大河ドラマ   | 関連番組名   | 放送日         | 放送時間      | サブタイトル                       |
| ---- | ------------ | ------------ | -------------- | ------------- | ---------------------------------- |
| 2021 | 青天を衝け   | 歴史にドキリ | 2020年12月17日 | 9:30 - 9:40   | 渋沢栄一〜近代化に尽くした人〜     |
| 2022 | 鎌倉殿の13人 | レキデリ     | 2022年 1月 2日 | 17:50 - 18:00 | 鎌倉幕府はどうやって勢力を広げた?  |
| 2023 | どうする家康 | 歴史にドキリ | 2023年 1月 2日 | 16:50 - 17:00 | 徳川家康〜戦国から江戸へ〜         |
| 2024 | 光る君へ     | 歴史にドキリ | 2023年12月22日 | 16:50 - 17:00 | 紫式部・清少納言〜国風文化の誕生〜 |

## Eテレ編集長
Eテレの編成最高責任者。正式な役職名は「編成局編成主幹」。
- 篠原朋子（2012年4月 - 2012年6月）
- 奥理人（2012年6月 - 2014年6月）
- 喜安政幸（2014年6月 - 2016年6月）
- 熊埜御堂朋子（2016年6月 - 2018年6月）
- 中村貴子（2018年6月 - 2020年3月）